# Caio Duilio (D 554)
Il Caio Duilio è un cacciatorpediniere lanciamissili della Marina Militare. Esso fa parte, con l'Andrea Doria, della classe Orizzonte, a cui appartengono anche le navi francesi Forbin e Chevalier Paul.
Il Caio Duilio è contraddistinto dal distintivo ottico D 554 secondo la classificazione NATO.

## Storia
La nave prende il nome dal console romano Gaio Duilio che nel 260 a.C. fece costruire un'armata di 120 navi dotate di un ponte mobile con uncini, detto corvo, per riuscire a contrastare la potente flotta nemica cartaginese.
Questa invenzione consentì ai Romani di trasformare lo scontro navale in un combattimento corpo a corpo dove potevano esprimere la loro superiorità.

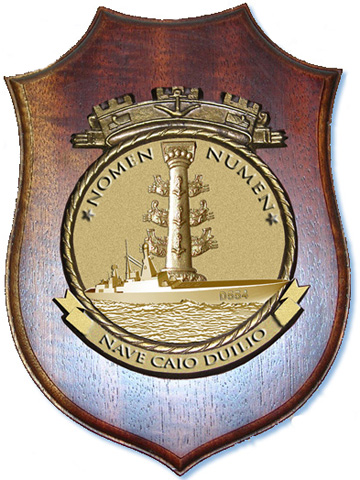
Il crest del Caio Duilio

In quello stesso anno le flotte romana e cartaginese si scontrarono nella battaglia di Milazzo dove i Cartaginesi furono pesantemente sconfitti: con questa vittoria i Romani divennero i nuovi padroni del Mediterraneo occidentale. Primo romano a vincere in mare, Duilio fu onorato con un trionfo e con l'erezione nel Foro di una colonna costruita con i rostri delle navi nemiche; colonna rostrata che ancora oggi appare nel crest della nave.
Il cacciatorpediniere Caio Duilio è la quarta unità della Marina Italiana che adotta questo storico nome. La prima fu la corazzata che prestò servizio dal 1880 al 1909; quando fu costruita, con i suoi cannoni da 450 mm, era una delle più potenti navi da guerra dell'epoca e, anche se non fu mai impiegata in battaglia, contribuì alla crescita internazionale dell'allora neonato Stato unitario italiano.
La seconda unità fu una nave da battaglia varata nel 1913 e ammodernata nel 1937, che partecipò alla prima e alla seconda guerra mondiale rimanendo poi in servizio fino al 1956, divenendo tra l'altro la prima nave ammiraglia dell'appena costituita Marina Militare repubblicana.
Infine la terza fu l'incrociatore lanciamissili varato nel 1960 e ritirato nel 1990, primo vascello di questa tipologia a essere costruito in Italia nel dopoguerra. Nei suoi ultimi anni questa nave fu impiegata anche come nave scuola. Da ricordare al riguardo le crociere del 1984, svolta in concomitanza con i giochi olimpici di Los Angeles, in cui la nave ha toccato le due coste degli Stati Uniti, del 1987, nella quale operò con due fregate classe Maestrale lungo le coste dell'America Latina, e quella del 1988 in Australia in concomitanza dei festeggiamenti del bicentenario della sua scoperta. Sia la corazzata del 1880 sia la nave da battaglia del 1931 e l'incrociatore lanciamissili del 1960 furono costruiti e varati nel bicentenario cantiere navale di Castellammare di Stabia, il più antico d'Europa.

### Motto “Nomen Numen”
Il motto del Caio Duilio fa riferimento all'antica tradizione romana in cui il nome acquista una connotazione religiosa; alcuni frammenti ritrovati sottolineano questo profondo significato.
Nomen Numen si può tradurre con "il nome significa potenza": probabilmente il motto fu creato per rievocare la potenza associata al nome Caio Duilio. Tuttavia non tutte le unità così chiamate hanno condiviso il motto visto che alla prima, la corazzata in servizio dal 1880 al 1909, non ne fu assegnato alcuno.

## Attività di servizio
Il Caio Duilio è stato varato il 23 ottobre 2007 e trasportato presso i cantieri navali del Muggiano (SP) il 29 ottobre successivo per l'allestimento del sistema di combattimento.

Le quattro unità classe Orizzonte

Il 12 febbraio 2008 ha effettuato la prima prova in mare in moto autonomo.
È entrato in servizio nel naviglio militare con la consegna alla Marina il 3 aprile 2009. Il 5 maggio, nelle acque di La Spezia, ha preso parte insieme alla gemella Andrea Doria e alle sorelle francesi Forbin e Chevalier Paul a un'esercitazione congiunta che ha visto riunirsi l'intera classe Orizzonte.
È stato, insieme alla portaerei Cavour e alla nave scuola Amerigo Vespucci, una delle unità della Marina Militare visitabili presso il porto di Civitavecchia (RM) in occasione della Festa dell'Unità d'Italia e delle Forze Armate il 4 novembre 2009.
Ha partecipato alle parate navali per le celebrazioni della Festa della Marina Militare a Napoli il 10 giugno 2010 e alla Spezia nel 2011, entrambe le volte alla presenza del Presidente della Repubblica Giorgio Napolitano.
Durante il periodo di messa a punto dei molti e complessi sistemi imbarcati, con prove che lo hanno portato numerose volte nella Stazione Navale di Taranto, ha avuto il suo esordio in ambito internazionale durante l'esercitazione NATO Proud Manta dal 4 al 17 febbraio 2011, nelle acque del Mar Ionio, operando insieme a navi, sommergibili e aeromobili di nove Nazioni alleate.
Questo ancora prima della consegna della bandiera di combattimento, evento avvenuto a Gaeta (LT) il 22 settembre dello stesso anno, alla presenza del capo di stato maggiore della difesa Biagio Abrate, del capo di stato maggiore della Marina militare Bruno Branciforte e del sindaco di Roma, città donatrice del vessillo, Gianni Alemanno.
Ha ottenuto la caratteristica "prontezza al combattimento" dopo il conseguimento della piena efficienza operativa e il superamento del tirocinio navale presso il Centro addestramento aeronavale della Marina militare durante i primi mesi del 2012, durante i quali ha anche effettuato positivamente i primi test per il sistema missilistico PAAMS effettuati senza il personale tecnico MBDA.
Di particolare rilievo la Campagna addestrativa svolta negli ultimi mesi del 2013 nei mari dell'Europa del Nord, in concomitanza con l'esercitazione NATO Steadfast Jazz, durante la quale la nave ha percorso oltre 8 500 miglia toccando i porti di Spagna, Polonia, Finlandia, Lituania e Portogallo, svolgendo numerose attività con le Marine alleate e fornendo un fattivo supporto all'attività diplomatica italiana nella regione.
 Dal 12 settembre 2014, a seguito della ristrutturazione dei comandi di demoltiplica delle forze d'altura della Marina militare ubicati nelle basi principali, ha assunto il ruolo di nave ammiraglia del comandante della 1ª divisione navale (Comdinav Uno). In tale veste è l'unico cacciatorpediniere di sede a La Spezia.

### Allestimento

#### 23 ottobre 2007: il varo
Martedì 23 ottobre 2007, presso gli stabilimenti Fincantieri di Riva Trigoso, ha avuto luogo la cerimonia del varo del Caio Duilio, alla presenza del Ministro della difesa Arturo Parisi, del capo di stato maggiore della difesa, ammiraglio Giampaolo Di Paola e del capo di stato maggiore della Marina, ammiraglio di squadra Paolo La Rosa. Madrina del varo è stata la signora Anna Piga Parisi, consorte del Ministro.

#### 12 febbraio 2008: la prima uscita
Martedì 12 febbraio 2008 nelle acque antistanti il golfo della Spezia, ha avuto luogo la prima uscita in mare della nave. A poco più di tre mesi dal varo, con il battesimo del mare, l'unità inizia così l'intensa fase delle prove in navigazione che la porteranno alla consegna alla Marina militare nei primi mesi del 2009.

#### 3 aprile 2009: la consegna alla Marina militare
Venerdì 3 aprile 2009 il Caio Duilio fu consegnato alla Marina Militare nel corso di una cerimonia avvenuta nello stabilimento Fincantieri del Muggiano (SP) durante la quale è stata alzata per la prima volta sul pennone la bandiera della Marina Militare. La nave è stata affidata al comandante designato capitano di vascello Daniele Dotti.

#### 5 maggio 2009: la riunione delle Orizzonte
Martedì 5 maggio 2009 le due nuove unità navali della Marina Militare frutto del Programma Orizzonte, i cacciatorpediniere Caio Duilio e Andrea Doria, hanno navigato in formazione con le unità della Marine nationale francese, il Forbin e Chevalier Paul davanti alla rada di La Spezia. Si è trattato della prima riunione delle quattro unità della classe omonima che hanno così voluto celebrare la riuscita del programma italo-francese.

### Esercitazioni

#### Marzo 2010: Mare Aperto 2010
Impegnato nell'installazione e nella messa a punto del sistema di combattimento, il Caio Duilio ha approfittato dell'esercitazione nazionale "Mare Aperto 2010", svoltasi dal 9 al 17 marzo nel Mar Tirreno, e della contemporanea presenza in mare di dodici navi, due sommergibili e numerosi aeromobili, per testare a fondo le nuove tecnologie di cui è dotato e iniziare il processo di integrazione con le altre unità della flotta.
La Mare Aperto è il principale evento addestrativo della Marina Militare ed è organizzata per verificare le procedure operative e tattiche nei principali scenari marittimi tra i quali la sorveglianza marittima, il controllo delle vie di comunicazione, la difesa aerea di forze navali e le operazioni di proiezione di capacità dal mare e sul mare. Preziosa per la sua riuscita è la collaborazione delle Marine alleate e delle altre Forze Armate.

#### Febbraio 2011: Proud Manta 11

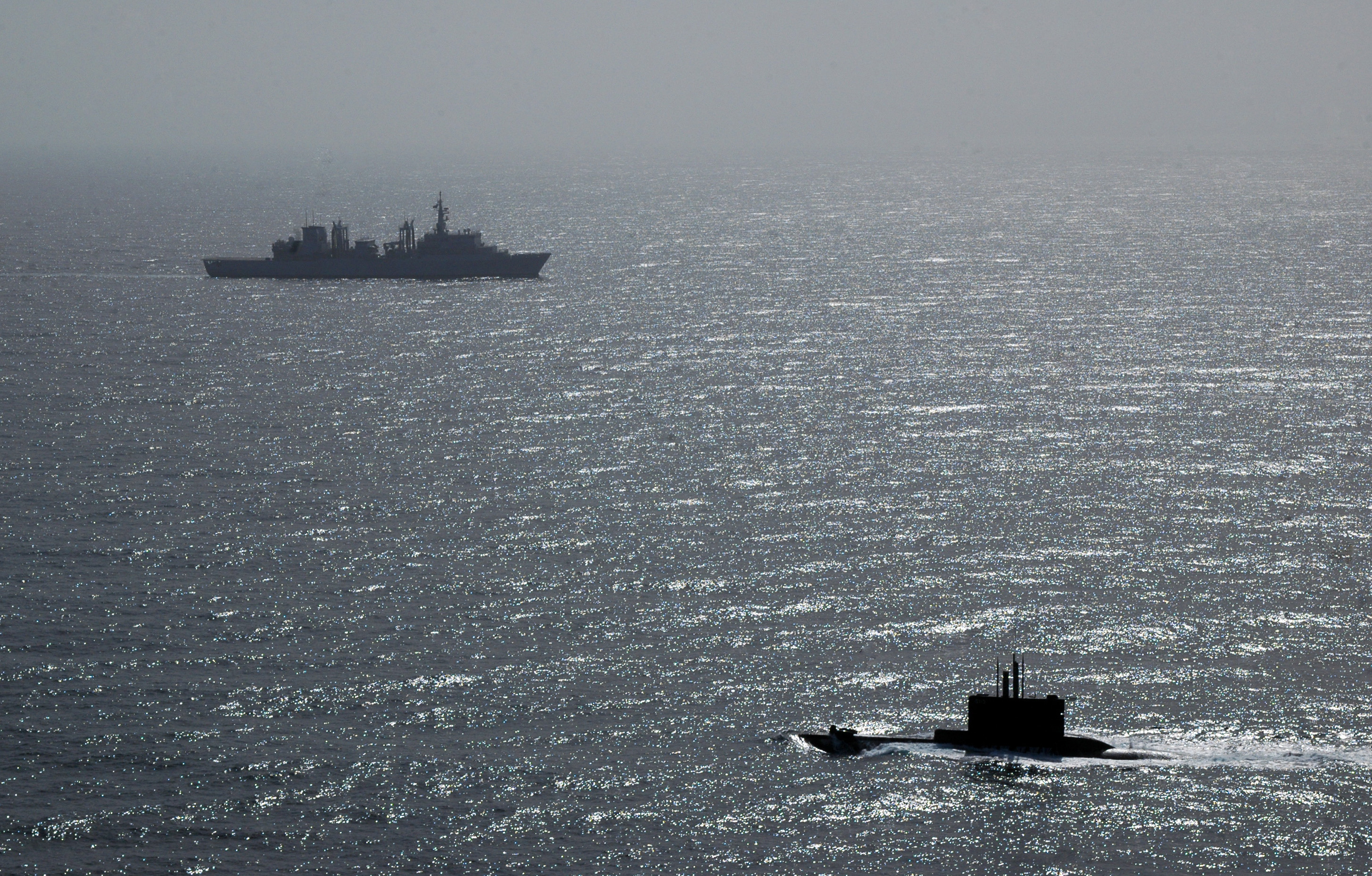
L'esercitazione Proud Manta 2011

Dal 4 al 17 febbraio si è svolta positivamente nel Mar Ionio l'esercitazione aeronavale NATO denominata "Proud Manta 2011" che ha impegnato più di 2000 marinai provenienti da 10 Paesi diversi dell'Alleanza Atlantica: Belgio, Canada, Francia, Germania, Grecia, Italia, Spagna, Turchia, Regno Unito e Stati Uniti. In totale si sono addestrati 6 sottomarini, 19 tra aerei ed elicotteri e 8 navi militari.
La Proud Manta ha confermato il proprio ruolo vitale per mantenere e migliorare la interoperabilità delle forze alleate in tutti gli aspetti della guerra moderna che prevedono l'impiego di forze subacquee, o la difesa contro questo tipo di forze. Durante l'esercitazione i sottomarini, nell'operare a difesa o a contrasto delle forze navali e aeree, hanno messo in pratica l'intero spettro delle loro potenziali missioni, dall'imposizione di embargo alla sorveglianza delle linee di comunicazione marittime, attività questa che svolgono abitualmente anche in supporto alla lotta contro il terrorismo. A questo riguardo le unità di superficie hanno potuto testare e perfezionare, oltre che le tecniche ASW, anche tutte le operazioni necessarie per il controllo dei traffici illegali sul mare.
La Marina Militare ha partecipato con la nave rifornitrice Etna nella sua veste di nave di bandiera del 1º Gruppo navale permanente della NATO (SNMG1), il Caio Duilio e la fregata Euro, entrambe con il proprio elicottero imbarcato, il sommergibile Longobardo, la nave trasporto fari Levanzo, un velivolo da pattugliamento marittimo Atlantic del 41º Stormo A/S di Sigonella, 2 elicotteri EH-101 provenienti dal 3º Gruppo di base presso la Stazione Elicotteri della Marina Militare di Catania e con un team del Reggimento "San Marco".
Durante l'esercitazione l'unità ha ricevuto la visita del comandante in capo della Squadra Navale, ammiraglio di squadra Luigi Binelli Mantelli che ha successivamente raggiunto a bordo dell'Etna il contrammiraglio Gualtiero Mattesi, comandante della SNMG1.

#### 22 settembre 2011: la bandiera di combattimento
Giovedì 22 settembre 2011 sulla banchina commerciale Salvo D'Acquisto sul golfo di Gaeta si è svolta la cerimonia di consegna della bandiera di combattimento alla nave, nell'ambito della Settimana del Mare e delle celebrazioni del XVIII raduno nazionale dell'ANMI.
Alla presenza del capo di stato maggiore della difesa generale Biagio Abrate e del capo di stato maggiore della Marina ammiraglio di squadra Bruno Branciforte, il comandante della nave capitano di vascello Paolo Pezzutti ha ricevuto dal sindaco di Roma Gianni Alemanno la bandiera di combattimento. Questa verrà custodita in uno scrigno in legno situato nell'alloggio del Comandante e verrà issata solo nel caso la nave sia impegnata in combattimento.
Con la consegna della bandiera di combattimento - vessillo distintivo di ogni nave militare, simbolo dell'onore, della solidità morale e dello spirito del suo equipaggio – il Caio Duilio entra a tutti gli effetti nella squadra navale della Marina.

Il dono della bandiera da parte del primo cittadino di Roma all'unità navale accresce il legame tra la città e la sua storia con la Marina. In quest'occasione l'equipaggio della nave è stato invitato in Campidoglio dal sindaco Alemanno per stringere ancora di più il gemellaggio appena suggellato.

#### 13 gennaio 2012: conseguimento della piena efficienza operativa
Il 13 gennaio 2012 a bordo del cacciatorpediniere Caio Duilio, ormeggiato al molo Varicella 2 della Base Navale di La Spezia, ha avuto luogo l'ultima riunione della Commissione per i Lavori di Fine Garanzia che ha formalizzato il termine dei lavori e la piena operatività tecnica della più recente unità consegnata fino a quel momento alla Squadra Navale.
Con la firma del verbale da parte dell'ammiraglio ispettore capo Alberto Gauzolino, nella sua qualità di presidente di commissione, si è concluso così un lungo e complesso periodo durante il quale la Marina Militare, in sinergia con l'industria nazionale e le rispettive controparti francesi, ha saputo rinnovarsi profondamente dal punto di vista tecnologico per poter operare sempre più efficacemente nella difesa degli interessi nazionali

#### Febbraio - aprile 2012: il Tir.Nav.
Dopo la fine delle prove tecniche il Caio Duilio è stato impegnato, per l'inizio del 2012, nel tirocinio navale presso il Centro Addestramento Aeronavale della Marina Militare. Il tirocinio navale ha lo scopo di far acquisire alle unità partecipanti l'addestramento di team, cioè far conseguire al personale, non più considerato individualmente ma raggruppato in team, la capacità di operare coordinatamente nell'ambito dell'unità per consentirle di assolvere i compiti per essa previsti.
I tirocini navali sono previsti per tutte le unità combattenti che:
- hanno completato i lavori di fine garanzia e sono state consegnate alla Marina;
- devono acquisire l'addestramento di team dopo aver conseguito l'addestramento preliminare;
- hanno effettuato lunghi periodi di inattività a seguito di lavori di grande manutenzione, trasformazione o ammodernamento;
- a giudizio del comando squadra hanno dimostrato un decadimento significativo dell'addestramento a causa dell'attività pregressa o hanno subito l'avvicendamento di una consistente aliquota di personale.

Terminato con la qualifica di "combat ready" il cacciatorpediniere è diventato pienamente impiegabile in tutta la tipologia di missioni che possono essere richieste a una nave militare.

#### Maggio 2012: Amphex 12-1
Per l'Amphex 2012, iniziata sabato 19 maggio, la Squadra Navale si è divisa in due partiti contrapposti, ognuno dei quali ha giocato un proprio ruolo in uno scenario di crisi internazionale predefinito attraverso un attento lavoro di pianificazione: in pratica sono state ricreate situazioni del tutto simili ai già sperimentati teatri operativi in cui la Marina Militare normalmente è chiamata a operare.
Lo scopo dell'esercitazione è stato quello di addestrare lo strumento aeronavale a gestire una situazione di crisi in un Paese straniero, preparandosi a proiettare le proprie truppe da sbarco sul terreno, sia per difendere i connazionali ed eventualmente evacuarli dalla zona di crisi, sia per creare una cornice di sicurezza all'ingresso di aiuti umanitari.
Al termine della stessa, in cui il Caio Duilio ha operato principalmente nella funzione dell'ottenimento del controllo dello spazio aereo, la nave è stata visitata dal capo di stato maggiore della Marina Militare, ammiraglio di squadra Luigi Binelli Mantelli, che ha accompagnato il sottosegretario di Stato alla difesa con delega per la Marina, Gianluigi Magri.

#### Novembre 2012: Amphex 12-2
Anche la seconda esercitazione Amphex del 2012 ha visto tra i suoi protagonisti il Caio Duilio: per dieci giorni uomini e mezzi della Marina Militare sono stati divisi ancora una volta in due squadre contrapposte. Da una parte la forza aeronavale di uno Stato democratico membro delle Nazioni Unite, di cui il Duilio faceva parte, dall'altra la flotta di uno Stato controllato da un governo autoritario e sospettato di violare i diritti umani. Giocata interamente nel Mare Ionio settentrionale e nel golfo di Taranto, l'esercitazione è stata il momento clou dell'addestramento della Squadra Navale, studiato perché dalla complessità della pianificazione derivi la massima preparazione di uomini e mezzi.

#### Settembre 2013: Brilliant Mariner 2013
Dal 26 settembre 2013, Nave Duilio ha partecipato, con numerose unità navali salpate dai porti di tutta Europa, all'Esercitazione NATO Brilliant Mariner – Mare Aperto 2013, che ha avuto come scopo quello del raggiungimento di un elevato livello di integrazione di parte delle forze che dal 1º gennaio 2014 faranno parte della Componente Marittima della NATO Response Force sotto guida italiana.
L'attività, che ha visto impegnati oltre 5 000 uomini e donne, 21 unità navali delle Marine di Francia, Germania, Italia, Regno Unito, Spagna e Turchia, è stata diretta dal Comando della componente marittima della NATO di Northwood (GB) e condotta da uno staff internazionale composto da 188 uomini e donne al comando dell'ammiraglio di divisione Paolo Treu, comandante delle forze d'altura e designato alla guida della componente marittima della NRF 2014.

#### Ottobre - dicembre 2013: Campagna addestrativa in Nord Europa / Steadfast Jazz 2013

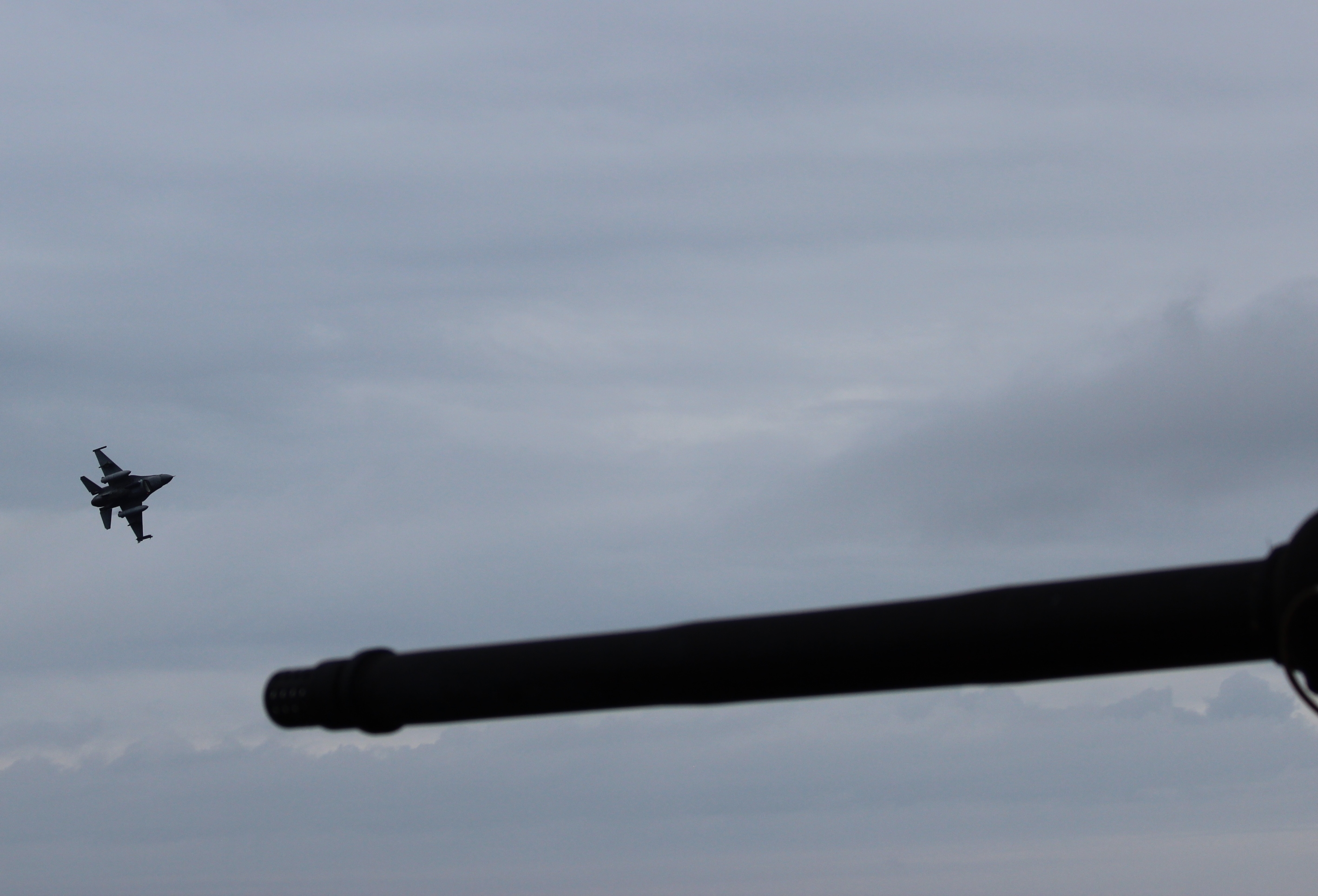
Un momento dell'esercitazione con l'Aeronautica portoghese

Il cacciatorpediniere lanciamissili Caio Duilio è partito il giorno 9 ottobre da La Spezia per raggiungere il Mar Baltico in Nord Europa dove ha preso parte all'esercitazione NATO Steadfast Jazz 2013. Lo scopo dell'esercitazione è stato quello di addestrare e verificare la preparazione della Forza di reazione rapida della NATO nonché la cooperazione tra le marine dei 14 Paesi alleati coinvolti.
Al comando del capitano di vascello Fabio Agostini e, per l'occasione, con un equipaggio di 240 militari il Caio Duilio, oltre all'attività addestrativa, ha avuto anche il compito di rappresentare il sistema Italia e l'eccellenza della sua cantieristica navale e tecnologica nel mondo.
Durante la navigazione, attraversato lo stretto di Gibilterra ed entrando per la prima volta nell'oceano Atlantico, ha effettuato attività congiunta con le Forze armate portoghesi, che hanno schierato la fregata Vasco da Gama e velivoli F-16.
Successivamente ha effettuato scalo nel porto spagnolo di La Coruña, dove è stato aperto alle visite della popolazione civile e della locale comunità italiana.
Dopo l'attraversamento del Canale di Kiel, l'unità è entrata nel porto di Gdynia, in Polonia, per la cosiddetta fase “Harbour” dell'esercitazione, dove, oltre a condurre un'intensa attività di pianificazione insieme alle altre marine alleate presenti, ha ricevuto quotidianamente le visite a bordo della popolazione e ha ospitato la comunità italiana locale riscuotendo in generale interesse e apprezzamento da parte della cittadinanza così come testimoniato dai servizi della stampa locale. Durante la sosta la Duilio ha ricevuto in visita il comandante dell'Accademia navale polacca e il comandante del Maritime Operations Center e ha partecipato alle celebrazioni per il 40º anniversario della costituzione dello Standing NATO Maritime Counter Measures Group 1. Il grande interesse suscitato dalla presenza dell'unità nella base polacca si è inoltre tradotto nella visita del vice presidente della commissione parlamentare Difesa, on. Krystyna Klosin.

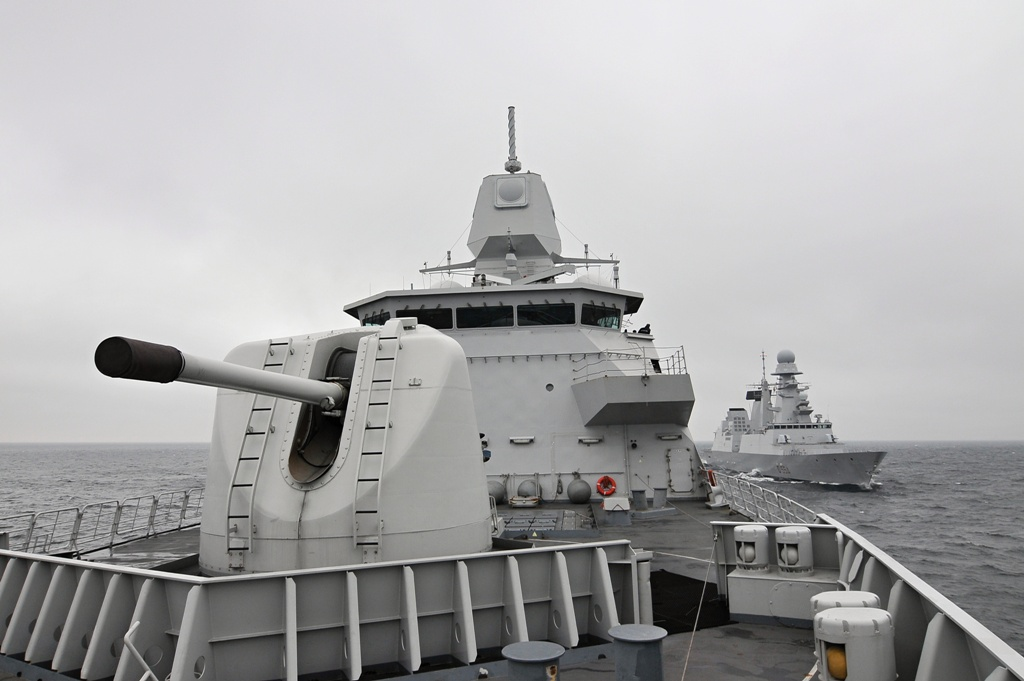
Con la fregata olandese De Ruyter durante la Steadfast Jazz 2013

Dal 2 al 9 novembre la Steadfast Jazz 2013 ha visto svolgersi la parte "Live" nelle acque del Mar Baltico. Il Caio Duilio, unità maggiore del gruppo navale costituito, tra gli altri, dalla fregata olandese De Ruyter, dalla fregata polacca Kosciuszko e dal sommergibile polacco Sokol, ha assicurato le funzioni di coordinamento della difesa aerea e di superficie, conducendo anche numerose attività antisommergibile. Nel corso dell'esercitazione il Duilio è stato anche protagonista della prima medevac reale (medical evacuation) condotta da un SH-90 configurato in versione antisommergibile. L'elicottero italiano, unico all'interno della formazione navale in grado di compiere tale attività in quel frangente, è infatti intervenuto in soccorso a un militare polacco infortunatosi a bordo della Kosciuszko e prontamente trasportato a terra per ricevere idonea assistenza. L'operazione è stata ancora più complicata dall'impossibilità di metter le ruote sul piccolo ponte di volo della nave polacca e dalle difficili condizioni meteorologiche.
Al rientro in porto, domenica 10 novembre, l'ambasciatore d'Italia in Polonia, Riccardo Guariglia, si è recato in visita a bordo per rendere omaggio alla nave e al suo equipaggio.
Dopo la breve sosta in Polonia, il Caio Duilio è arrivato il 13 novembre in Finlandia, a Helsinki, dove ad attenderla nel porto di Helsinki c'era l'ambasciatore d'Italia Giorgio Visetti. Anche a seguito delle visite e degli incontri organizzati a bordo tra i rappresentanti del Ministero della Difesa finlandese, gli Addetti Militari accreditati in Finlandia e i membri della Federazione Aziende Italiane per l'Aerospazio, la Difesa e la Sicurezza (AIAD) l'ambasciatore ha rivolto al Comandante e all'equipaggio un caloroso saluto e un sentito ringraziamento per aver portato sino lì il tricolore ed essere “insieme alle caratteristiche tecniche del Caio Duilio, una espressione di primissimo livello che consente all'Italia ed ai suoi Ambasciatori ed Addetti alla Difesa di proiettare in questa Regione la migliore immagine di capacità, competenza professionale e militare, disciplina, simpatia e calore umano della nostra Nazione”.
Al termine della sosta il Duilio ha svolto esercitazioni congiunte con il pattugliatore Hanko della marina finlandese ed è ripartita alla volta di Klaipėda, dove mercoledì 20 novembre, alla presenza dell'ambasciatore d'Italia in Lituania Stefano Taliani de Marchio, ha ospitato una conferenza, tenuta da rappresentanti dello Stato Maggiore della Difesa, sulla visione italiana per l'impiego di combustibili alternativi a quelli di derivazione fossile. Da evidenziare la presenza e il forte interessamento delle massime autorità politiche e militari lituane, tra cui il viceministro della Difesa Marijus Velicka, il Consigliere capo per la sicurezza nazionale del presidente della Repubblica Jonas Markevicius oltre ai rappresentanti del Centro di Eccellenza NATO per la Sicurezza Energetica di Vilnius.

L'incrocio con un mercantile all'interno del Canale di Kiel

Percorrendo nuovamente il suggestivo e difficile passaggio attraverso il canale di Kiel e poi costeggiando le famose scogliere di Dover nel canale della Manica, dove si sono svolte esercitazioni con la nave Louise-Marie della Marina belga, il Duilio ha raggiunto l'oceano Atlantico e la città di Lisbona, tappa della sua ultima sosta.
Ad attenderlo c'era l'ambasciatore d'Italia in Portogallo, Renato Varriale, che si è intrattenuto con l'equipaggio schierato sul ponte di volo per elogiarne l'operato e sottolineare come la visita in un porto estero di una moderna unità militare ben si inserisca nel rapporto sinergico da sempre esistente tra la Difesa e il Corpo diplomatico e che vede la Marina e le sue navi come naturali ambasciatrici dell'Italia nel mondo.
Numerose ancora una volta le iniziative in cui l'unità è stata coinvolta, tra cui la commemorazione del grande navigatore Vasco da Gama e gli scambi di visite con l'omonima unità della Marina portoghese e con la locale Accademia navale. Sicuramente è da evidenziare la visita a bordo di una delegazione di STRIKEFORNATO, guidata dal capo di stato maggiore Rear Admiral Brad Williamson, al la quale sono state illustrate le caratteristiche tecniche della classe Orizzonte e il progetto Diesel verde per la ricerca di un biocombustibile di nuova generazione, presentato dallo stato maggiore della difesa durante la precedente sosta in Lituania.
Martedì 10 dicembre il Duilio, dopo un'esercitazione congiunta con la nave spagnola Vigia ha attraversato le Colonne d’Ercole, entrando in Mediterraneo e dando inizio al ritorno in l'Italia: dopo aver percorso oltre 8 500 miglia, venerdì 13 dicembre è giunto nella base navale di La Spezia terminando la campagna addestrativa in Nord Europa.

#### Settembre 2014: la NATO Naval Electromagnetic Operation
Dal 22 al 26 settembre ha partecipato nelle acque del golfo di Taranto, insieme a diciassette assetti terrestri, due aerei e altre sei unità navali (tra cui le fregate Alvaro de Bazan, Jean Bart, Turgutreis e l'unità veloce di attacco Kristallidis) di dieci Nazioni alleate, alla NATO Naval Electromagnetic Operation (NEMO) per testare le capacità delle forze marittime dell'Alleanza nel campo della guerra elettronica.

#### Dicembre 2014: Gabian 14.4
Nelle prime settimane del dicembre 2014, nelle acque del golfo del Leone tra la Francia e la Corsica, il Caio Duilio ha svolto un intenso periodo di addestramento in mare in collaborazione con la Marine Nationale. La nave è stata infatti l'unica unità straniera a essere invitata a partecipare alla quarta edizione dell'importante esercitazione Gabian durante la quale gli equipaggi si sono esercitati, in un ritmo crescente, ad affrontare le sfide a cui sono stati posti di fronte, con l'obiettivo di conseguire una perfetta interoperabilità e la padronanza di tutte le competenze necessarie per svolgere le loro missioni, da quelle di Difesa e sicurezza marittima sino alle operazioni di più alta intensità.
Nel corso dell'esercitazione, inoltre, è avvenuto un proficuo scambio di esperienze tra l'equipaggio del Duilio e quello della sua gemella Forbin, con una corposa delegazione di quest'ultimo che ha passato un'intera giornata di esercitazione sulla nave italiana operando fianco a fianco con i colleghi italiani.

### Operazioni

#### Campagna Medor 13
Il Caio Duilio ha partecipato nei primi mesi del 2013 a un'attività di presenza e sorveglianza in Mediterraneo orientale, inserito in una forza operativa nazionale insieme alla portaerei Cavour, il cacciatorpediniere Luigi Durand de la Penne, la fregata Zeffiro e la rifornitrice Stromboli. Durante il periodo in mare è stato svolto un programma di visite e di cooperazione militare con i Paesi partner della NATO e del “Mediterranean Dialogue” nella regione.

#### Alluvione di Genova
In occasione della calamità naturale che ha colpito il capoluogo ligure il 10 ottobre 2014 il cacciatorpediniere Caio Duilio è stato messo a disposizione dalla Marina Militare per essere dislocato a Genova per le esigenze della Protezione Civile.

#### Mare Sicuro
A seguito dell'inasprirsi della crisi in Libia, col conseguente aggravarsi del fenomeno migratorio dal Nord Africa e le prime infiltrazioni del cosiddetto Stato Islamico nelle zone di Derna e Sirte, il governo italiano vara a inizio 2015 l'"Operazione Mare Sicuro" per prevenire attacchi terroristici contro pescherecci e navi commerciali nel Mediterraneo.
La Marina Militare invia quindi nel Mediterraneo centrale, con baricentro le acque prospicienti la Libia, una Task Force composta da cinque navi, compreso il Caio Duilio. Tra i compiti assegnati al dispositivo aeronavale «la protezione delle linee di comunicazione, dei natanti commerciali e delle piattaforme off-shore nazionali», la «sorveglianza delle formazioni jihadiste» e «la raccolta di informazioni».
All'inizio del settembre dello stesso anno la nave risulta ancora essere impegnata nell'operazione: infatti, il 7 settembre, sul canale YouTube della Marina Militare viene pubblicato un video che ritrae il Duilio impegnato in un rifornimento di viveri e carburante da nave Etna nel Mediterraneo Centrale "dopo 28 giorni consecutivi di navigazione e 5000 miglia percorse".

#### Operazione Aspides
Il 19 febbraio 2024 il Consiglio degli Affari Esteri dell’Unione Europea ha ufficialmente lanciato l’operazione congiunta EUNAVFOR Aspides per garantire un transito sicuro in Mar Rosso e nelle acque antistanti lo stretto di Bab el-Mandeb, protagoniste di un aspro scontro fra assetti del movimento yemenita Huthi e unità navali militari di alcuni paesi occidentali. Questa operazione, di durata annuale, mira a garantire la sicurezza del passaggio delle navi commerciali, con la possibilità di aprire il fuoco in caso di presunti attacchi in acque internazionali. L'Italia ha un ruolo significativo in questa operazione, avendo il comando operativo delle forze coinvolte, e nel corso di due interventi ha abbattuto alcuni droni Huthi. Il 2 marzo 2024 un drone, dalle caratteristiche analoghe a quelli già usati in precedenti attentati, si trovava a circa 6 chilometri dalla nave italiana, in volo nella sua direzione. «Nave Duilio, in navigazione nel Mar Rosso meridionale, ha localizzato una traccia aerea sconosciuta. Il profilo era minaccioso e, a seguito di riconoscimento ottico attraverso i sensori di bordo di un drone della stessa tipologia e comportamento di quelli che nei giorni scorsi si sono resi autori degli attacchi al traffico mercantile in area. Nella notte tra l’11 e il 12 marzo 2024 il Duilio sorvegliava il tratto di mare assegnato ed i suoi radar hanno intercettato la scia di due mezzi aerei in avvicinamento,a circa 8 miglia di distanza da esso,con caratteristiche analoghe a quelli usati per azioni terroristiche. Quando il drone è arrivato a 4 miglia il cannone di prora dritta, l'Oto Melara 76 mm ha sparato 6 colpi e dopo pochi secondi l’apprezzamento ottico ci ha confermato l’abbattimento.  Questa è stata la prima volta che la Marina militare italiana ha aperto il fuoco in combattimento dai tempi dalla seconda Guerra mondiale.

## Caratteristiche della nave
Il cacciatorpediniere Caio Duilio è un'unità multiruolo dalle spiccate caratteristiche antiaeree: la nave possiede in tal senso prestazioni di gran lunga superiori rispetto ai caccia precedentemente in servizio essendo capace di controllare coi sensori imbarcati oltre 500 000 km² di spazio e potendo le sue armi intervenire in oltre 30 000 km². Le capacità di difesa a corto e medio raggio sono affiancate alla possibilità di operare efficacemente nelle altre forme di lotta, anti-superficie e anti-sommergibile.

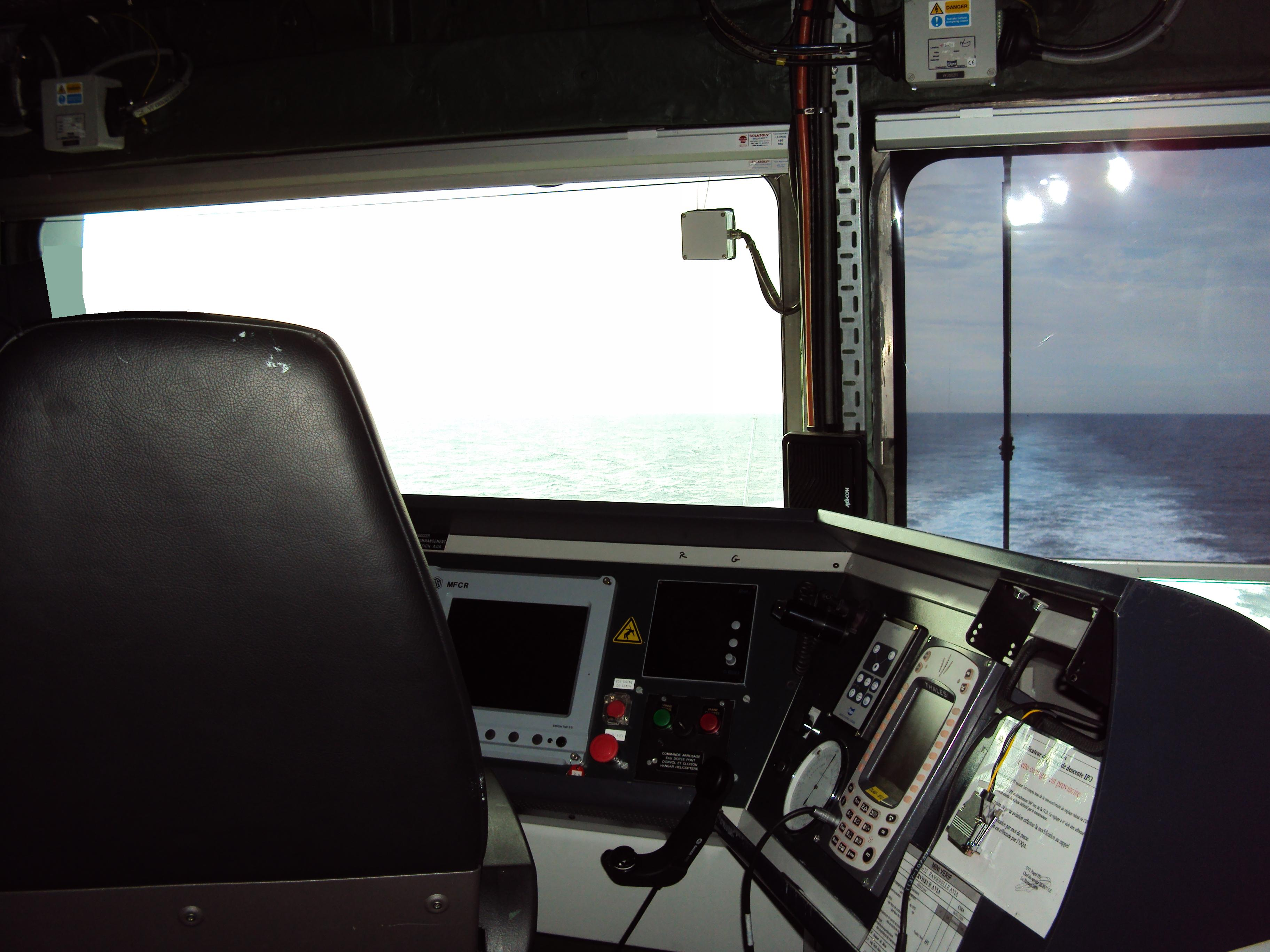
La postazione di controllo delle operazioni di volo (Flyco)

L'unità è progettata per imbarcare e integrarsi con elicotteri (EH-101 e NH-90) di prestazioni e autonomia molto superiori rispetto ai mezzi della precedente generazione, allungando considerevolmente il braccio operativo nello svolgimento delle proprie missioni. La movimentazione degli elicotteri ruotati sul ponte di volo è garantita, fino a stato del mare 6, dal sistema semiautomatico canadese TC-ASIST della Indal Technologies che impegna per tali operazioni un solo operatore.
L'aviorimessa fissa, di 201,5 m², è dotata di carro ponte con portata massima di 2 t e di locali per le manutenzioni tecniche: il personale di bordo può eseguire in modo indipendente interventi tecnici, manutenzioni e ispezioni di media/bassa entità.
Gli elicotteri AB-212, ancora al servizio dell'Aviazione Navale, possono operare per appontaggio, rifornimento e messa in moto ma non sono previste apparecchiature per il supporto e la manutenzione per questa linea volo. Inoltre, per le operazioni di volo, vi è la Flyco: un locale indipendente, opportunamente equipaggiato, sovrastante il ponte di volo dal quale opera l'ufficiale addetto al ponte di volo (flight deck officer o FDO) per il controllo a vista degli elicotteri in fase di decollo o appontaggio. Le luci del ponte di volo sono dotate di modalità per la visione senza fastidi con NVG (Night Vision Goggles - occhiali per la visione notturna).
Per le operazioni di boarding e di trasporto in mare la nave è dotata di due Rib (Rigid-hulled Inflatable Boat): due gommoni a chiglia rigida a idrogetto da 7 m che possono trasportare fino a 14 persone a una velocità massima di 24 nodi.
Per tipologia di nave e per tecnologia imbarcata il Caio Duilio è in grado di coprire un ampio spettro di attività marittime, che spaziano dagli interventi militari ad alta intensità alle operazioni di Maritime Security. In particolare, le missioni che l'unità può assolvere consistono in:
- ruolo scorta in un gruppo da battaglia di una portaerei o a favore di convogli;
- comando e controllo di operazioni marittime e di tutte le forme di lotta aeronavali in ambito di sede di comando complesso (joint e combined);
- comando navale in supporto o integrato nell'organizzazione della difesa aerea nazionale;
- operazioni di pubblica utilità in caso di calamità naturali e situazioni di crisi;
- contrasto del fenomeno della pirateria marittima.

Una caratteristica di rilievo nella progettazione dell'unità è la cura posta nel rendere la nave quanto meno rilevabile dai radar (tecnologia stealth), prevedendo per lo scafo e le sovrastrutture forme e soluzioni tecnologiche appositamente studiate. Allo stesso tempo è stata ottimizzata la capacità di tenuta al mare, per garantire il massimo grado di operatività e di comfort in condizioni meteo-marine poco favorevoli anche grazie a due coppie di pinne stabilizzatrici.
Oltre alla segnatura radar è stata ridotta anche la segnatura acustica operando un'appropriata scelta di macchinari e di soluzioni ingegneristiche e controllando, fin dalla fase di progetto, l'intensità del rumore irradiato. Pari attenzioni sono state rivolte all'emissione nel campo dell'infrarosso (IR), con l'abbassamento della temperatura degli scarichi dell'apparato motore tramite collettori coassiali, mentre la segnatura magnetica è ridotta grazie alla presenza di una cintura di demagnetizzazione (degaussing). I locali operativi particolarmente sensibili o di pericolosità intrinseca (come i depositi munizioni), per resistere a eventuali colpi nemici a segno, godono di una corazzatura supplementare in kevlar.

### Il sistema di combattimento
La nave rappresenta la nuova generazione di unità che serviranno nella Marina Militare. Abbandonato il vecchio sistema di Comando e Controllo SADOC, che rimane nella sua ultima versione ammodernata sulla classe Ammiragli e sulle Maestrale, è stato installato da parte di EuroSysNav un CMS (Combat Management System) di tipo federato, basato sul sistema operativo Linux, che si avvale di dieci server ridondanti e ventiquattro console dette MFC (Multi Function Console), delle quali diciannove sono ubicate nella COC (Centrale Operativa di Combattimento) primaria, tre nella COC secondaria posizionata in una zona opposta alla COC primaria, una in COC Ammiraglio (per personale a livello di CTF/CTG, dotata di appositi sistemi di supporto al comando) e una in plancia.

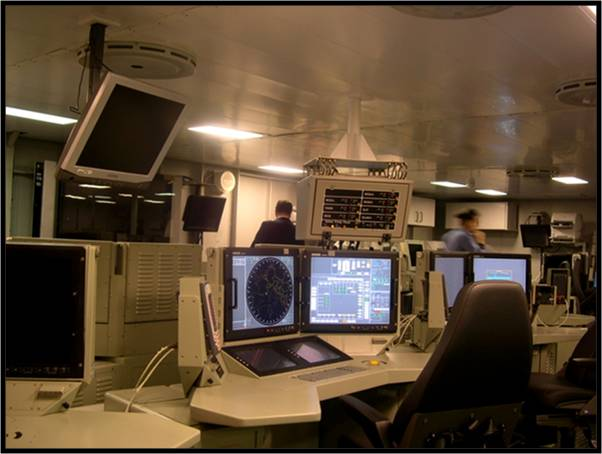
La centrale operativa di combattimento

Dalle MFC ogni operatore, una volta effettuato l'accesso con il proprio nome utente e parola chiave, può avere accesso a tutti i dati tattici di interesse per il proprio ruolo e inoltre ha la possibilità di usufruire di alcune funzionalità comuni come ad esempio visualizzare il video delle telecamere delle ADT o quello del sistema IR, il piano di ingaggio dei sistemi d'arma, la situazione hardware e software dei vari sottosistemi, gli ordini di volo o la situazione meteo. Grazie a funzionalità di navigazione in rete, si può avere accesso a una serie di informazioni che possono andare dalla messaggistica in arrivo/partenza, allo scambio di tracce con le reti di supporto al comando (Command Support System), alla cartella meteo e a pagine informative programmabili di varia natura.
Inserite nel CMS le unità da scortare con la relativa priorità, il sistema automaticamente effettua il controllo e i relativi calcoli di pericolosità di ogni bersaglio aereo tracciato e ne suggerisce l'eventuale ingaggio missilistico, con le artiglierie o i disturbatori radar. Il sistema può controllare e avere in volo contemporaneamente fino a ventiquattro missili Aster, con capacità di fornire all'operatore la valutazione del danno (kill assesment).
Notevole è la presenza di un modulo di esercitazione che, sotto la supervisione di un direttore dell'esercitazione (exercise director), permette di simulare complesse situazioni tattiche riproducendo fedelmente le capacità di armamenti e sensori di bordo e consentendo di effettuare esercitazioni prima possibili solo con la nave effettivamente in mare.
Per la prima volta nella storia un'unità navale della Marina Militare dispone di un sistema meteorologico e oceanografico (METOC) autonomo, capace anche di lanciare palloni sonda atmosferici, per effettuare le previsioni di portata dei sensori acustici, ottici e radar.
Tutti i sottosistemi di bordo, quando in modalità integrata, lavorano gestiti direttamente dalle funzioni dedicate del CMS, ma in caso di assetto degradato possono essere condotti in modalità locale e assicurare così una sopravvivenza al combattimento dell'unità.
Ampio risalto è dato dalle capacità di comunicazione e scambio dati per la quale assume un particolare pregio il sistema Multi-link di Elsag Datamat, M-DLP (Multi Data Link Processor): questo apparato, installato nei primi mesi del 2014, permette la gestione in contemporanea di reti link multiple, con funzioni di gateway e forwarding, del tipo Link11, Link16, JREAP e Link22, sia su vettori radio tradizionali che satellitari. Questi ultimi, anche per la parte voce, sono completamente integrati e gestiti dal CMS tramite il sottosistema FICS (Fully Integrated Communications System) della Thales Communications.

#### I sistemi d'arma

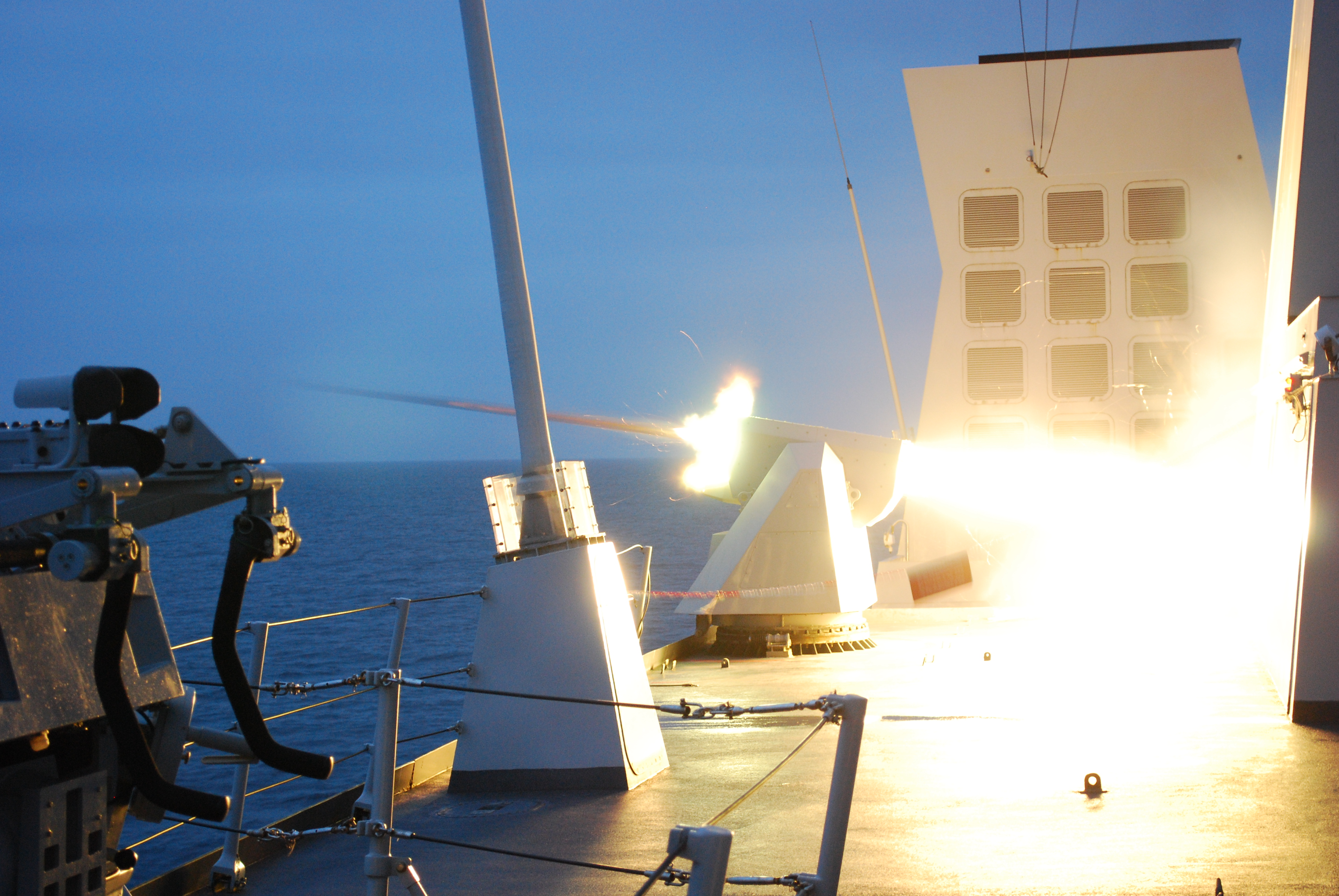
Il lancio di un flare dall'impianto SCLAR-H di dritta
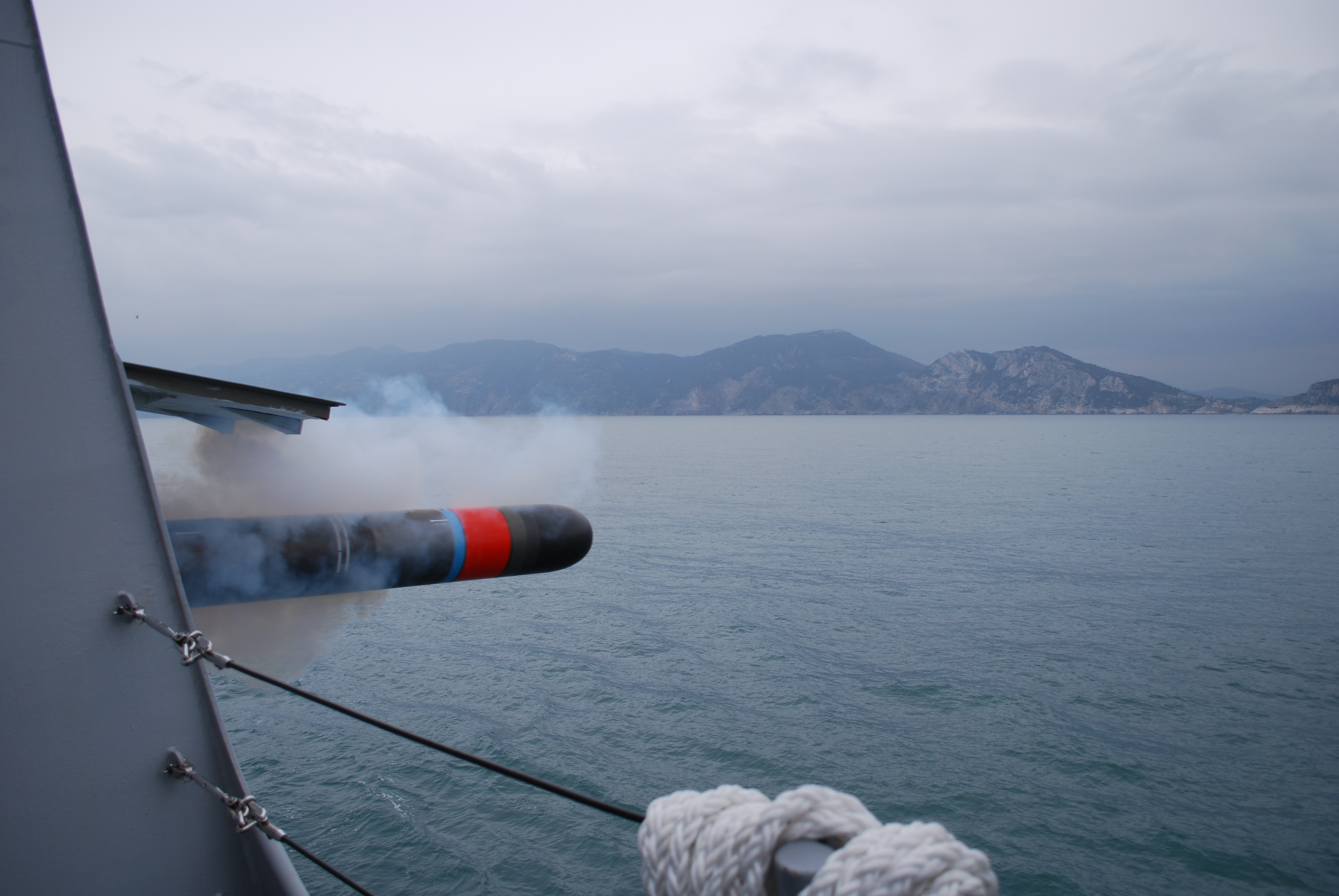
Il lancio di un siluro MU90

##### PAAMS

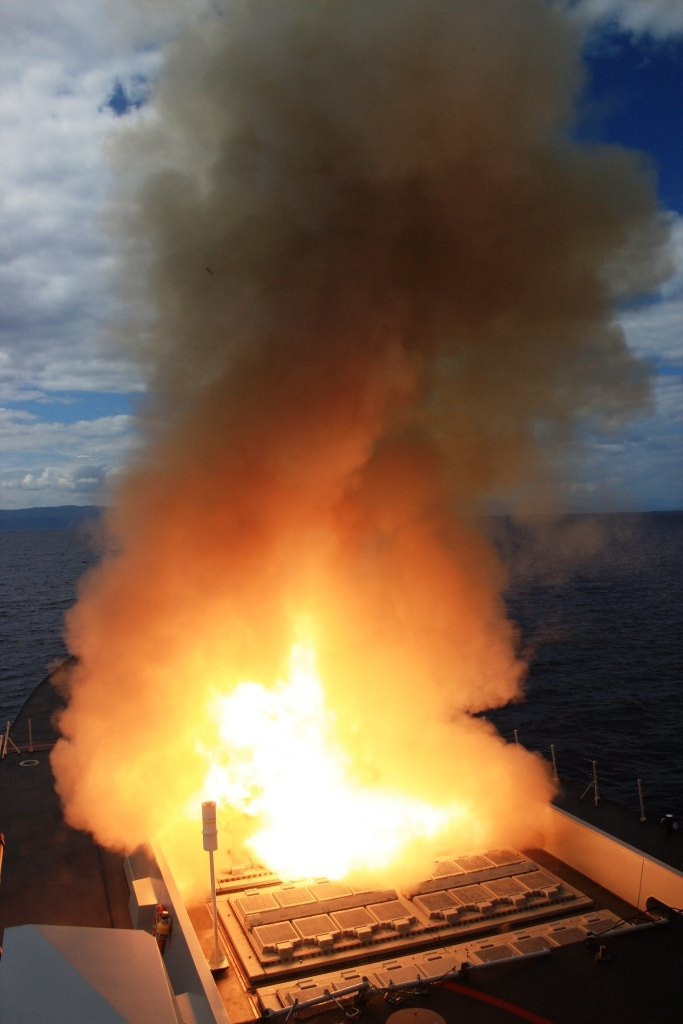
Il lancio di un missile Aster

La polivalenza di nave Caio Duilio è data anche dai sistemi d'arma in dotazione. Tra tutti sicuramente il posto d'onore va riservato al sistema missilistico antiaereo principale (Principal Anti Air Missile System - PAAMS), destinato a proteggere le unità che ne sono equipaggiate e quelle da esse scortate dalle minacce missilistiche e aeree; idoneo, operando a breve distanza dalla costa, a proteggere dalla minaccia aerea anche forze di terra, come ad esempio truppe da sbarco, aeroporti e obiettivi sensibili.
Il sistema si basa sulle capacità di scoperta a lunga distanza fornite dal radar S1850M, con portate superiori alle 200 NM e in grado di seguire oltre 1 000 tracce. Il secondo sensore della versione franco-italiana del PAAMS è l'EMPAR (European Multifunction Phased Array Radar), un radar a singola faccia rotante con una portata di oltre 50 M, una velocità di rotazione dell'antenna di 60 giri al minuto e in grado di generare un fascio a scansione elettronica sia in altezza sia in azimut: queste caratteristiche consentono di controllare oltre 300 tracce e di effettuare la guida della fase iniziale del volo dei missili, tramite uplink, su dodici bersagli contemporaneamente.
La scelta dei missili, del tipo a inseguimento radar attivo (cioè senza la necessità di un supporto esterno nella fase terminale del volo), è stata fatta considerando la distanza di ingaggio desiderata e utilizzando la stessa munizione con la sola differenza del booster, il primo stadio. Il sistema ha quindi a disposizione, in numero e combinazione variabile a seconda della missione:
- Aster 15 per la difesa locale a corto raggio con portate variabili da 1,7 km a oltre 30 km (15 km contro missili anti-nave supersonici);[44]
- Aster 30 per la difesa d'area a medio raggio con portate oltre i 100 km (30 km contro missili anti-nave supersonici).[44]

Questi sono conservati e impiegati tramite i VLS Sylver A-50, capaci di lanciare fino a otto missili al secondo e in grado di effettuare il lancio di un missile in soli 150 millisecondi.
La Marina militare ha espresso più volte interesse al programma NATO per la difesa da missili balistici di teatro (Active Layered Theatre Ballistic Missile Defence) inserendo le unità della classe Orizzonte tra quelle idonee a questo tipo di attività, tramite l'adozione di una nuova munizione allo studio della MBDA e l'adattamento del radar a lungo raggio.

##### TESEO
Sono inoltre installati quattro lanciatori binati per otto missili antinave Teseo nella nuova versione Mk2/A con capacità di attacco a bersagli terrestri e guida GPS.

##### ILDS

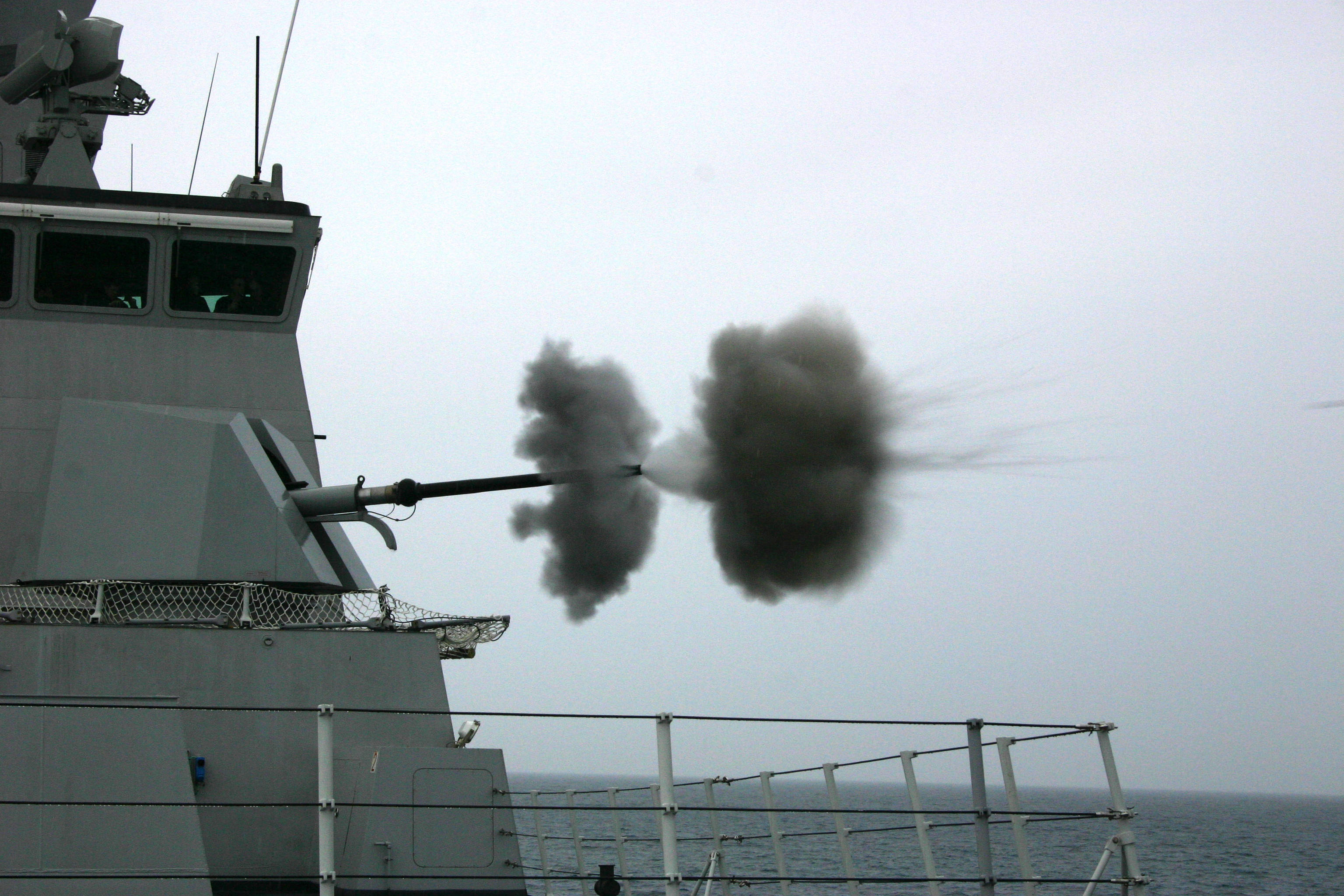
Un'esercitazione di tiro

Un'ulteriore linea difensiva è costituita dall'ILDS (Inner Layer Defense System): i tre cannoni Oto Melara 76/62 Super Rapido. Disposti in modo da coprire interamente i 360° dell'orizzonte, questi impianti di medio calibro hanno una cadenza di tiro di oltre 120 colpi/min e una gittata utile fino a 9 000 m.
I due sistemi per il controllo del fuoco NA-25X, totalmente integrati nel sistema di combattimento, sono in grado di guidare le artiglierie in funzione antiaerea, anti-superficie e nel tiro contro costa. Le apparecchiature per la direzione del tiro si basano sui nuovi radar di inseguimento, funzionanti in banda J, Orion RTN-30X, caratterizzati da funzionalità anti-nodding, anti-clutter ed EPM di nuova generazione; un insieme di due sensori optronici (TV e telecamera IR) è affiancato al radar, per permettere la valutazione visiva del tiro e per fornire una linea di mira alternativa sullo stesso bersaglio.
Un notevole miglioramento alle prestazioni antiaeree si è ottenuto con l'adozione del sistema Strales, derivato dal programma di munizionamento guidato Davide di OTO Melara. Il programma Davide prevede l'impiego di un fascio di guida (originato da un'antenna indipendente) puntato sul bersaglio e di un proiettile manovrante del tipo DART (Driven Ammunition Reduced Time of flight), con funzionalità beam-riding.
Sostanzialmente il Davide consente tempi di reazione e capacità di manovra del proiettile estremamente performanti garantendo, nel contempo, un oggettivo contenimento dei costi (“costo per obiettivo eliminato” e “costo del ciclo di vita”) rispetto ai sistemi a corto raggio basati su missili come il RAM americano.

##### SCGS

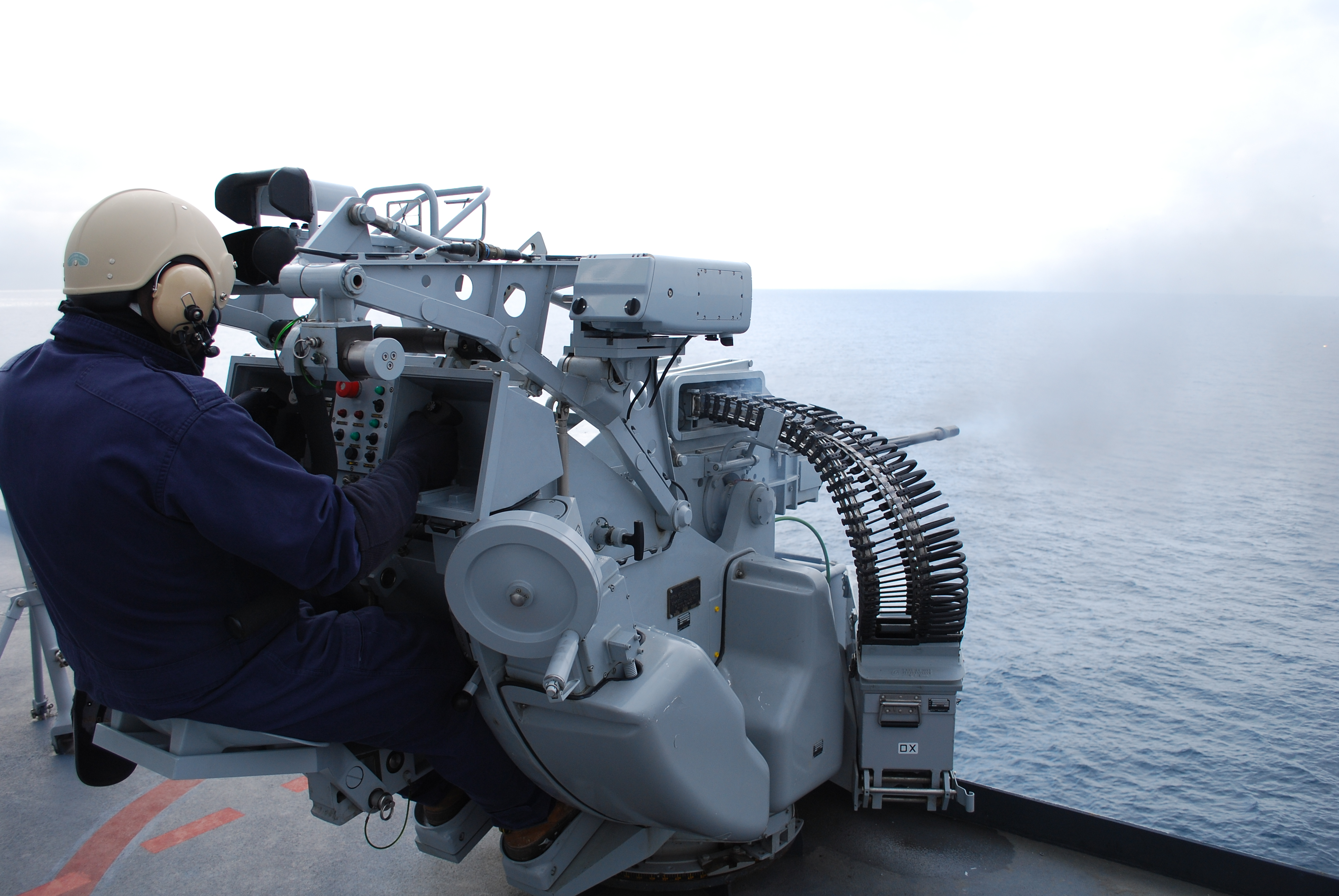
Una delle due mitragliere KBA 25/80

Il sistema d'arma di piccolo calibro (Small Caliber Gun System o SCGS) opera per il contrasto ravvicinato di velivoli e piccoli natanti: dietro la plancia dell'affusto OTO-Melara sono installate due mitragliere Oerlikon KBA 25/80, costruite dalla Oerlikon-Contraves (oggi Rheinmetall AG) con una cadenza tiro di 550 proiettili al minuto e con 272 proiettili da 25x137mm pronti al fuoco senza necessità di ricarica; la scelta tra munizioni perforanti decalibrate o esplosive consente una vasta gamma d'impieghi; questo anche grazie alla portata effettiva di tiro che si attesta sui 2 000 m. Le mitragliere non sono asservite ad alcuna apparecchiatura per la direzione del tiro o radar e per la mira l'operatore, che siede dietro l'affusto, si serve di un puntatore optronico, con possibilità di visione notturna, coassiale rispetto alla canna.
Le armi, movimentate da servomotori, hanno la possibilità di essere alimentate da fonti elettriche diversificate per motivi di ridondanza: normalmente l'alimentazione proviene dall'impianto elettrico della nave ma, in caso di necessita o in emergenza, sono installate delle batterie che consentono di avere 30 minuti di autonomia; successivamente i 30 minuti il controllo e i movimenti sono completamente manuali.

L'Oerlikon KBA 25/80, essendo in servizio sulla classe Comandanti, su nave Cavour, sulla classe Orizzonte e sulle nuove FREMM, può essere ormai considerata come uno standard assodato per la Marina Militare italiana.

##### TLS
La minaccia subacquea è fronteggiata, oltre che dall'elicottero imbarcato, da due tubi lanciasiluri (TLS) EuroTorp B515/1 per siluri MU90 corredati da un sistema semiautomatico di movimentazione delle armi. I MU90 sono siluri leggeri (cioè di calibro 324 mm) di nuova generazione, impiegabili in qualsiasi scenario geografico e in grado di contrastare l'eventuale minaccia rappresentata dai sottomarini nelle loro diverse tipologie (convenzionale e nucleare) e dimensioni.

##### MASS
Infine, il contrasto delle minacce asimmetriche e le operazioni di ricerca e soccorso (SAR) sono affidate a due cannoni acustici della Sitep Italia detti Multirole Acoustic Stabilized System (MASS), installati a poppavia delle mitragliere KBA 25/80, ognuno dei quali comprende anche una telecamera diurna e IR con uno zoom di 20x, un telemetro laser, un accecatore laser e un faro di ricerca da 12 milioni di cd.

### La piattaforma
Al pari del sistema di combattimento altrettanto innovativo è il sistema per la gestione della piattaforma (PMS) della DCNS, attraverso il quale si comandano e monitorizzano l'apparato motore, l'impianto elettrico, i servizi ausiliari e il servizio di sicurezza. L'intero sistema può essere gestito da un semplice computer portatile ma ha le sue console dedicate nella COP (centrale operativa di piattaforma), nelle due centrali di sicurezza (Control Post) di prora e poppa e in plancia oltre a postazioni situate nei singoli locali tecnici.

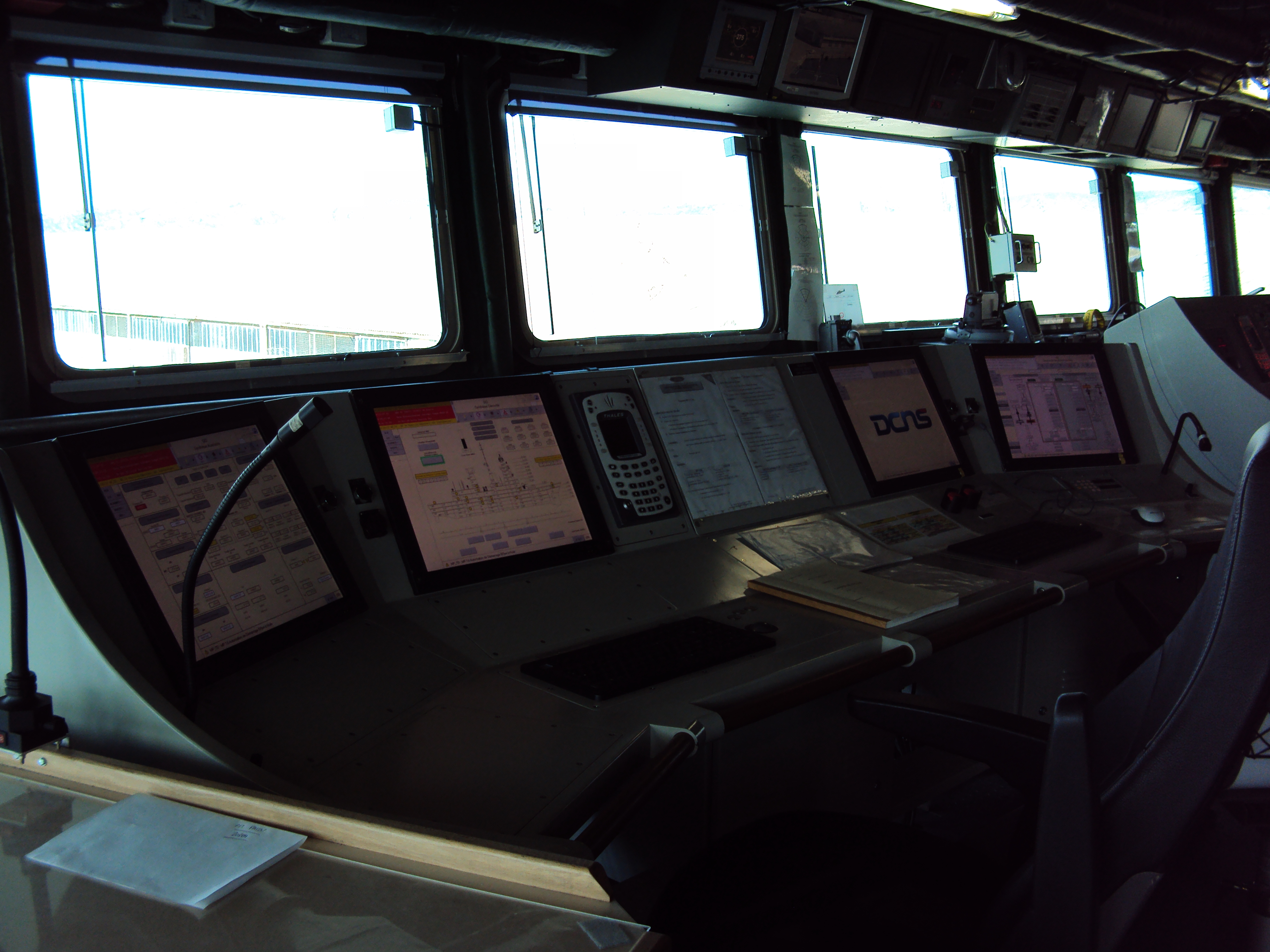
La console del PMS in plancia

Per migliorare le caratteristiche di difesa antincendio e antiallagamento (la cosiddetta difesa passiva) lo scafo dell'unità è suddiviso in due zone di vulnerabilità da una doppia paratia e da un'intercapedine.
Ogni zona di vulnerabilità è costituita a sua volta da due zone di sicurezza suddivise in compartimenti stagni che garantiscono la galleggiabilità con tre compartimenti contigui allagati. Molti impianti di bordo, sia della piattaforma sia del sistema di combattimento, sono duplicati in modo che ogni zona di vulnerabilità sia indipendente dall'altra.
La capacità di operare in modalità degradata, ad esempio a seguito di una collisione o di un colpo a bordo, è fortemente migliorata dalla presenza di due gallerie di servizio, una per ogni lato, che corrono lungo tutto lo scafo. Queste gallerie compartimentate consentono di assorbire parzialmente gli effetti di siluri o missili mentre offrono una protezione totale dai colpi di artiglieria che si sfogano in esse; un altro utilizzo delle gallerie tecniche è fornire percorsi alternativi per l'evacuazione del personale o l'intervento delle squadre di sicurezza.
La maggior parte dei locali è dotata di impianti automatici di rilevazione fiamma e fumo e di impianti antincendio fissi o semifissi a nebulizzazione, ad acqua additivata da F-500 (di superiori prestazioni rispetto agli schiumogeni) o a CO2; questi, a differenza delle unità di generazione precedente, sono attivabili direttamente in remoto dalla Centrale di Sicurezza (di massima la COP) tramite il PMS.
Particolarmente curata anche la difesa contro le minacce NBC (Nucleare Biologico Chimico) con una stazione di decontaminazione appositamente dedicata, una serie di sensori di nuova generazione per il rilevamento di tali pericoli sparsi lungo tutta la nave e un impianto di prelavaggio esterno oltre, ovviamente, alla possibilità di portare i locali interni a una pressione superiore a quella atmosferica per evitare infiltrazioni di contaminanti e la presenza di appositi filtri nelle stazioni di condizionamento.
L'apparato propulsivo è costituito da due eliche a passo variabile che possono essere accoppiate indipendentemente l'una dall'altra, tramite giunti riduttori, a un motore Diesel o a una turbina a gas nella tipica configurazione CODOG (COmbined Diesel Or Gas). La manovrabilità è assicurata da una coppia di timoni e da un'elica di manovra di prodiera ad alimentazione elettrica.
La produzione di acqua potabile, palesemente sovrabbondante per un equipaggio di circa 200 persone, è di oltre 50 m³ giornalieri grazie a due dissalatori a osmosi inversa.

## I comandanti
Da settembre 2023 il comandante è il capitano di vascello Andrea Quondamatteo.
|                                                   | Dal               | Al                |
| ------------------------------------------------- | ----------------- | ----------------- |
| Capitano di vascello Daniele Dotti                | 3 aprile 2009     | 19 settembre 2010 |
| Capitano di vascello Paolo Pezzutti               | 20 settembre 2010 | 26 settembre 2011 |
| Capitano di vascello Liborio Francesco Palombella | 27 settembre 2011 | 26 settembre 2012 |
| Capitano di vascello Vincenzo Montanaro           | 27 settembre 2012 | 26 settembre 2013 |
| Capitano di vascello Fabio Agostini               | 27 settembre 2013 | 26 settembre 2014 |
| Capitano di vascello Giacinto Sciandra            | 27 settembre 2014 | 27 settembre 2015 |
| Capitano di vascello Gaetano Virgilio             | 28 settembre 2015 | 27 settembre 2016 |
| Capitano di vascello Marco Montoneri              | 28 settembre 2016 | 27 settembre 2017 |
| Capitano di vascello Riccardo Marchiò             | 28 settembre 2017 | 27 settembre 2018 |
| Capitano di Vascello Pietro Alighieri             | 28 settembre 2018 | 27 settembre 2019 |
| Capitano di Vascello Mauro Panebianco             | 28 settembre 2019 | ?                 |
| Capitano di Vascello Jacopo Rollo                 | ?                 | ?                 |
| Capitano di Vascello Davide Da Pozzo              | ?                 | settembre 2023    |
| Capitano di Vascello Andrea Quondamatteo          | settembre 2023    | in carica         |

## Galleria d'immagini

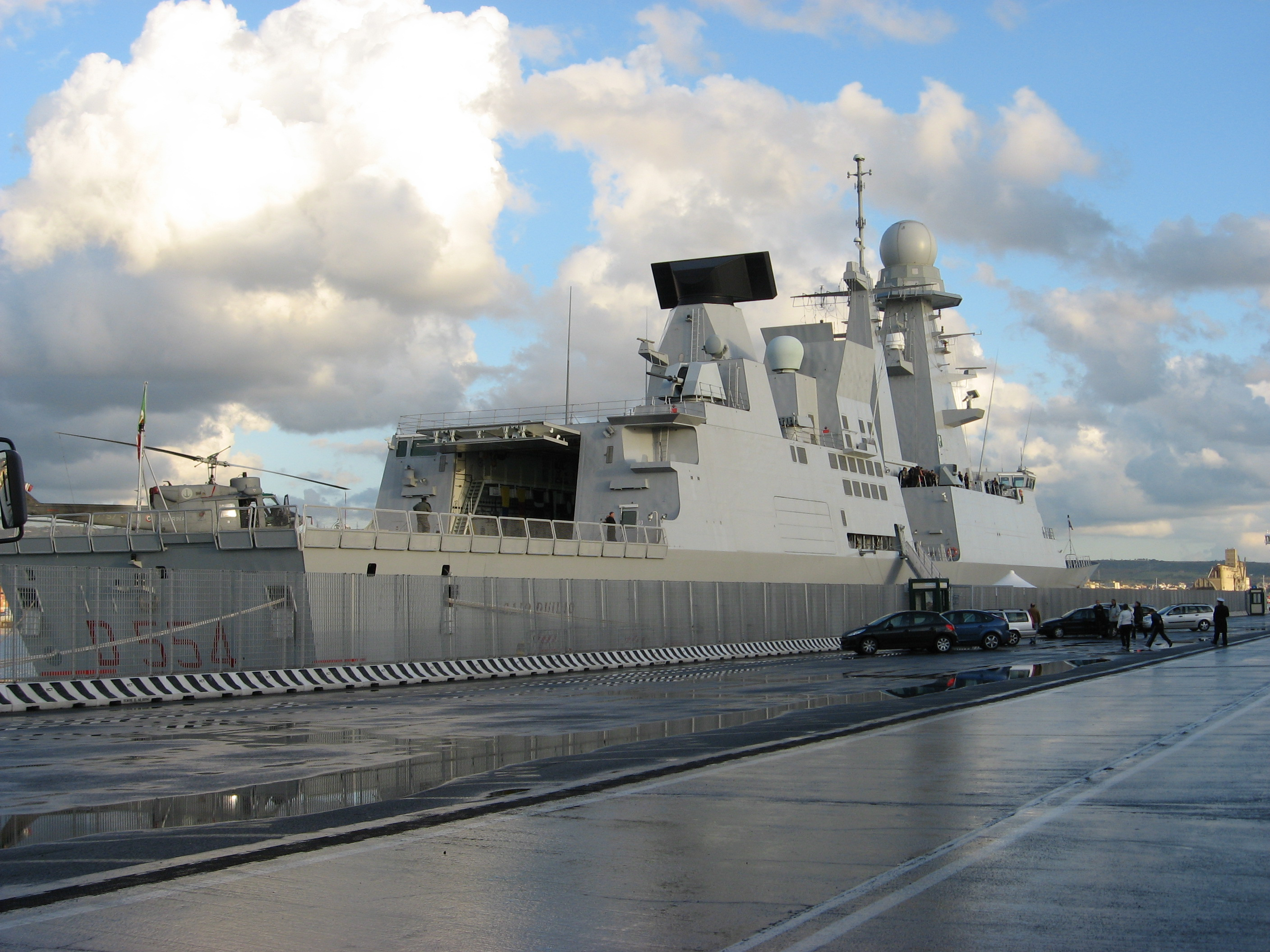
Il Duilio ormeggiato a Civitavecchia
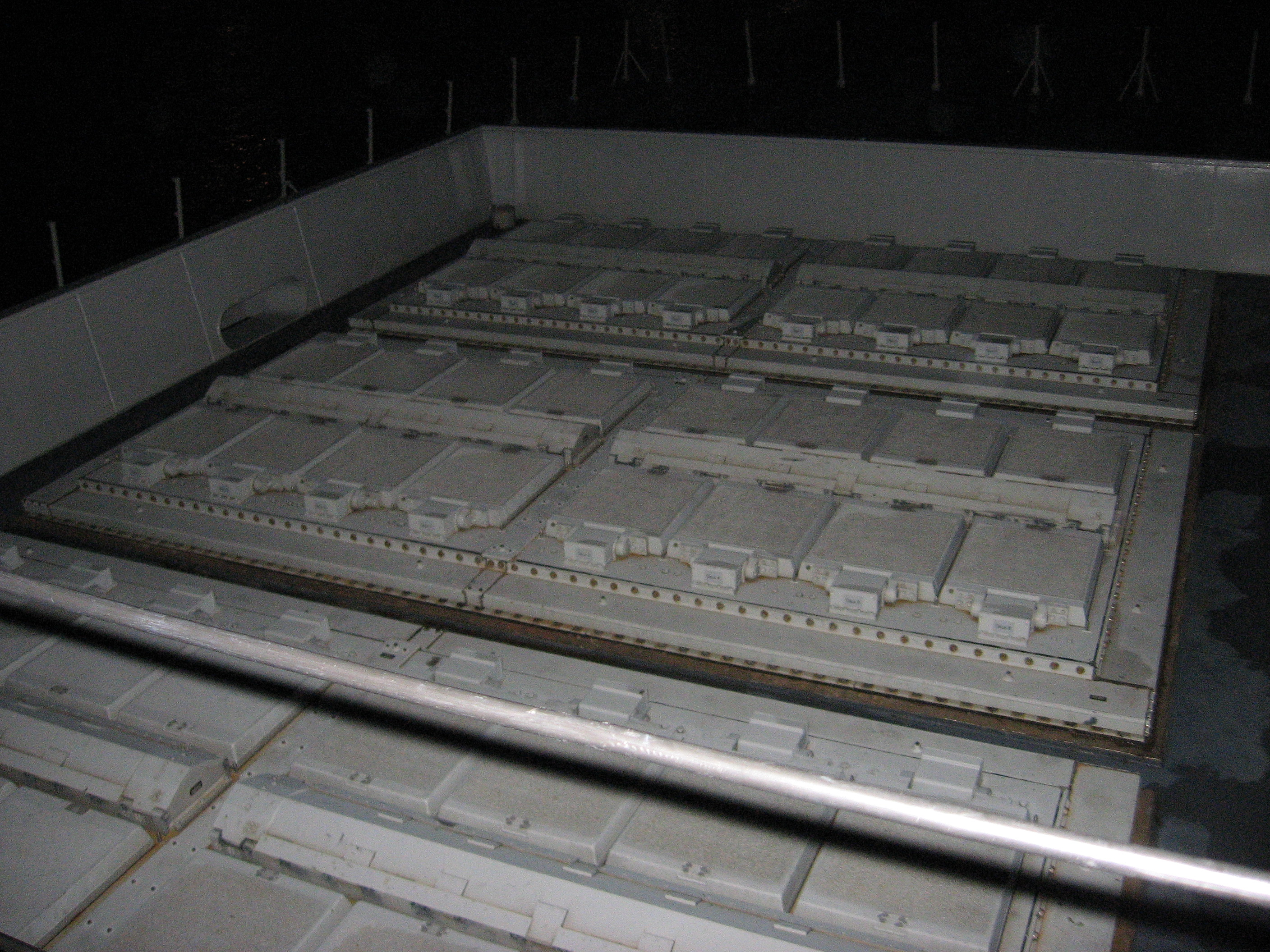
I sei impianti lanciamissili VLS Sylver A-50
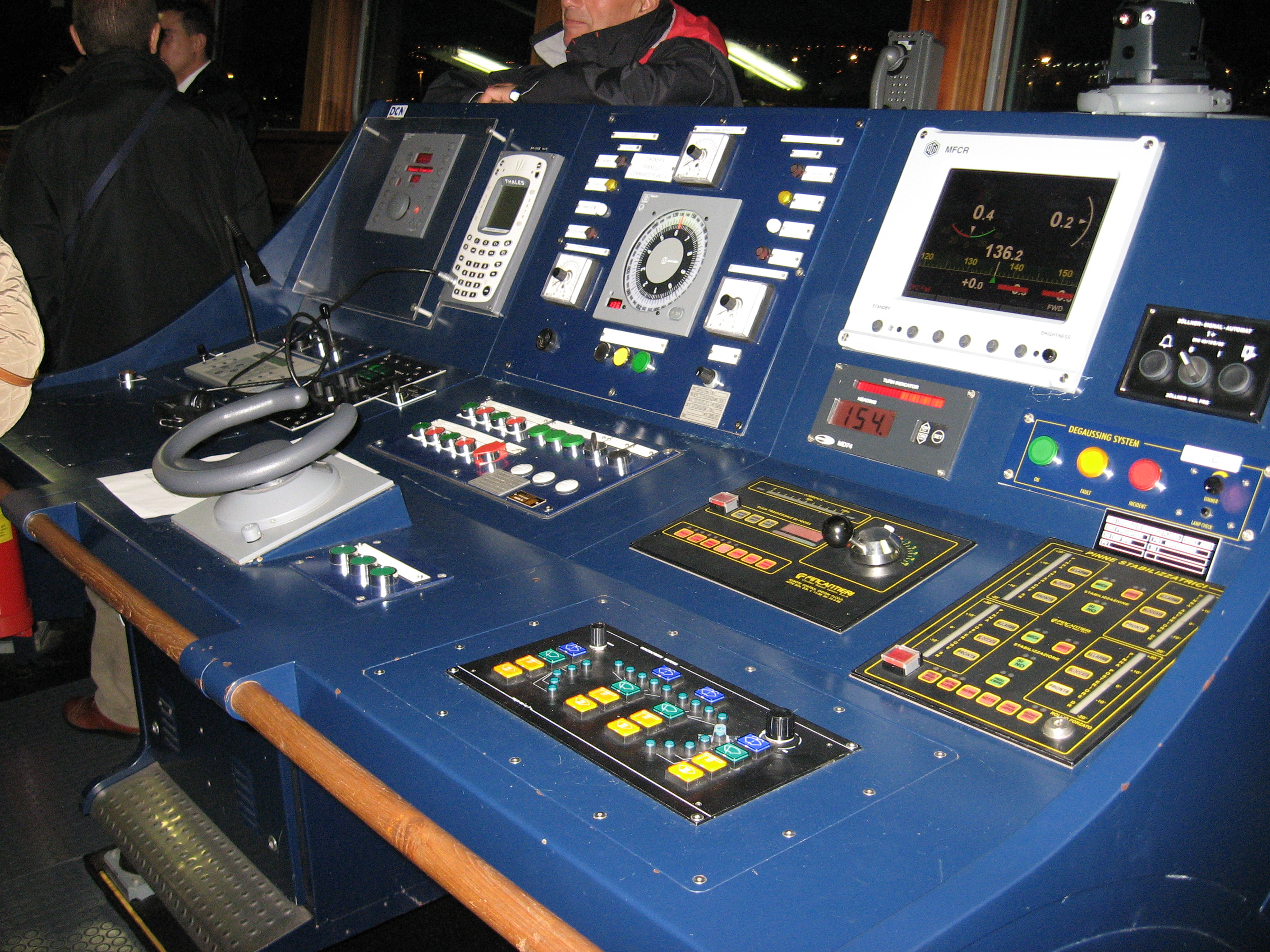
La postazione del timoniere
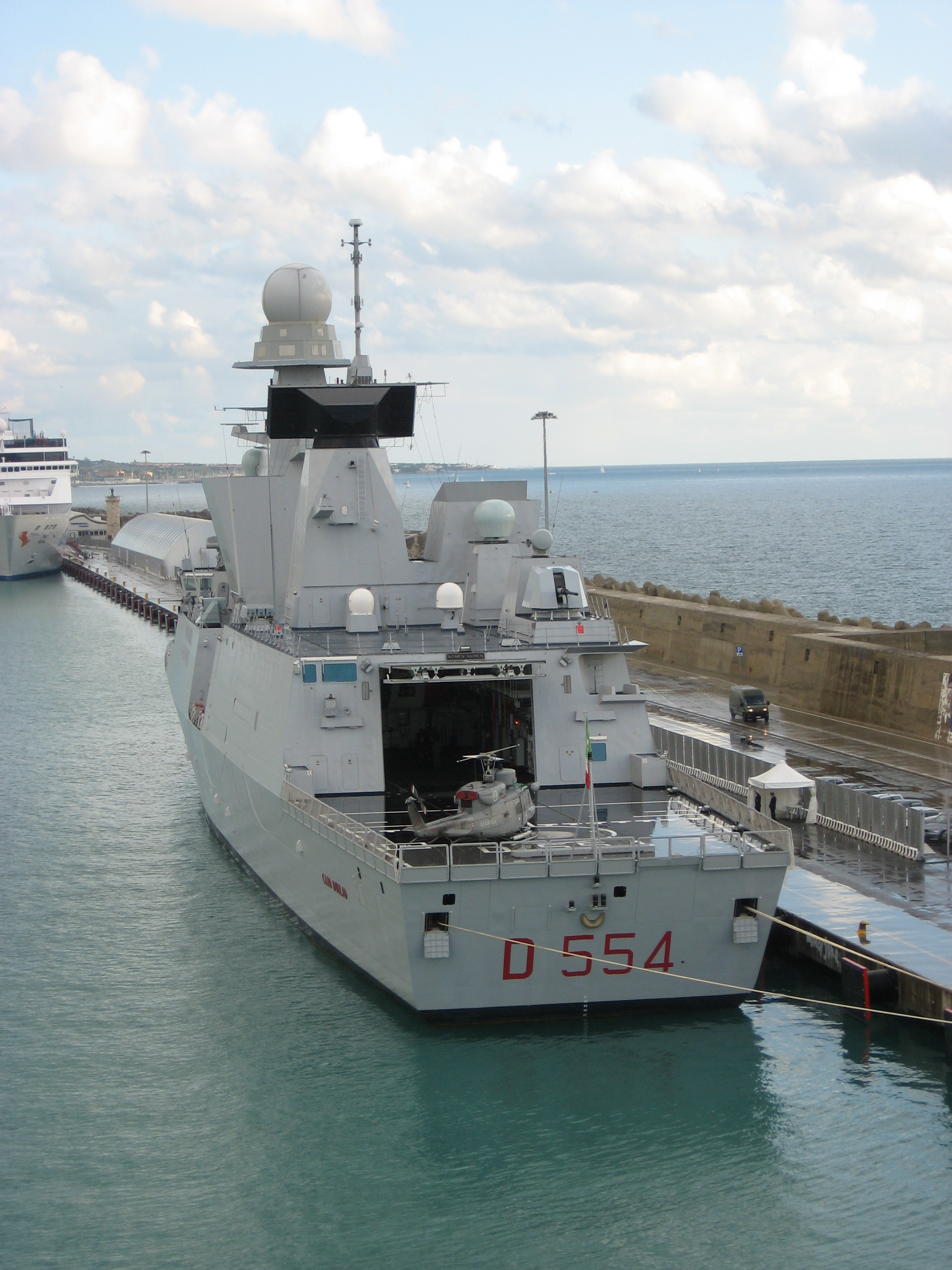
La nave vista di poppa nel porto di Civitavecchia
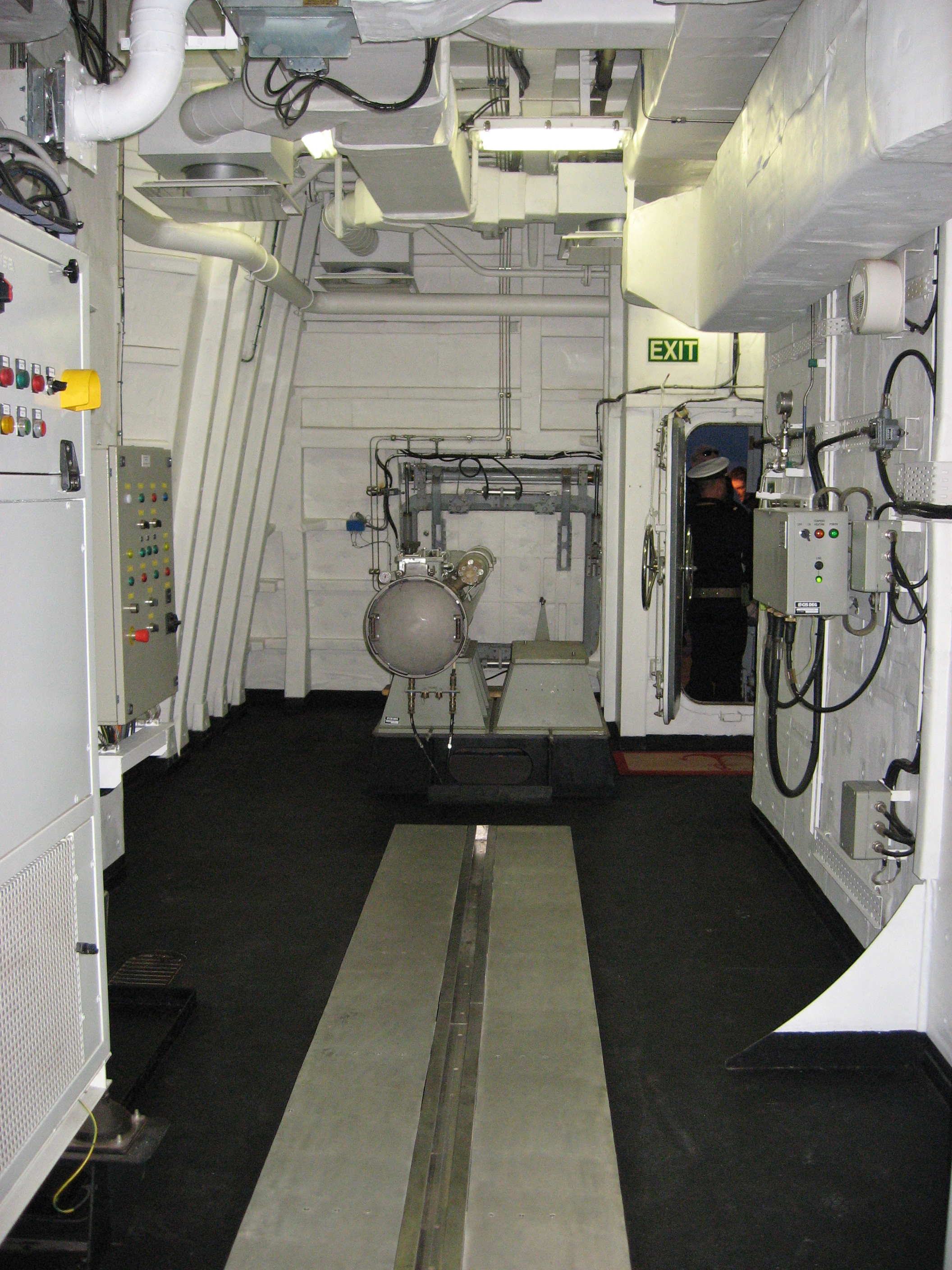
Uno dei due impianti per il lancio di siluri leggeri
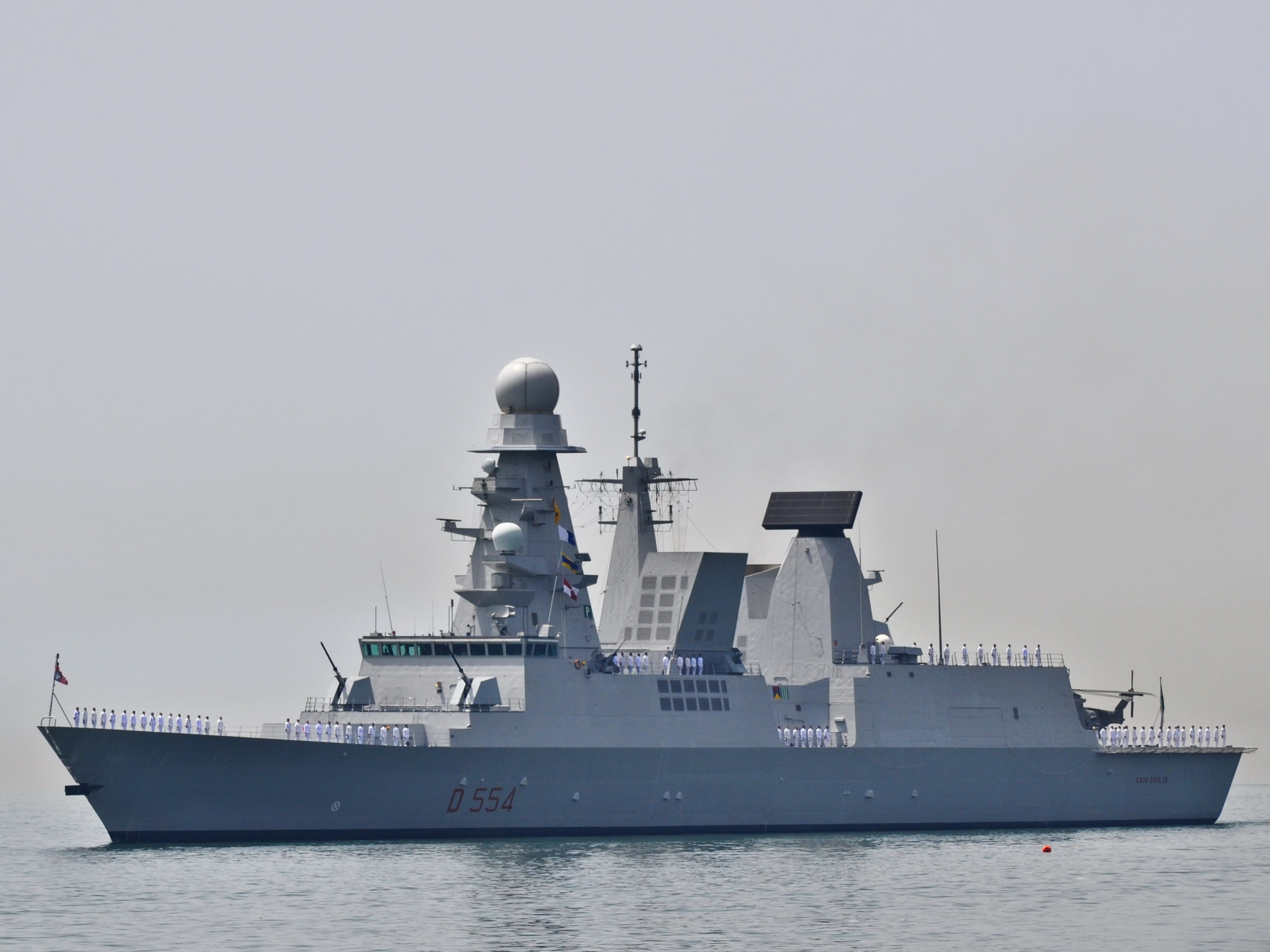
Durante la Festa della Marina Militare a Napoli il 10 giugno 2010
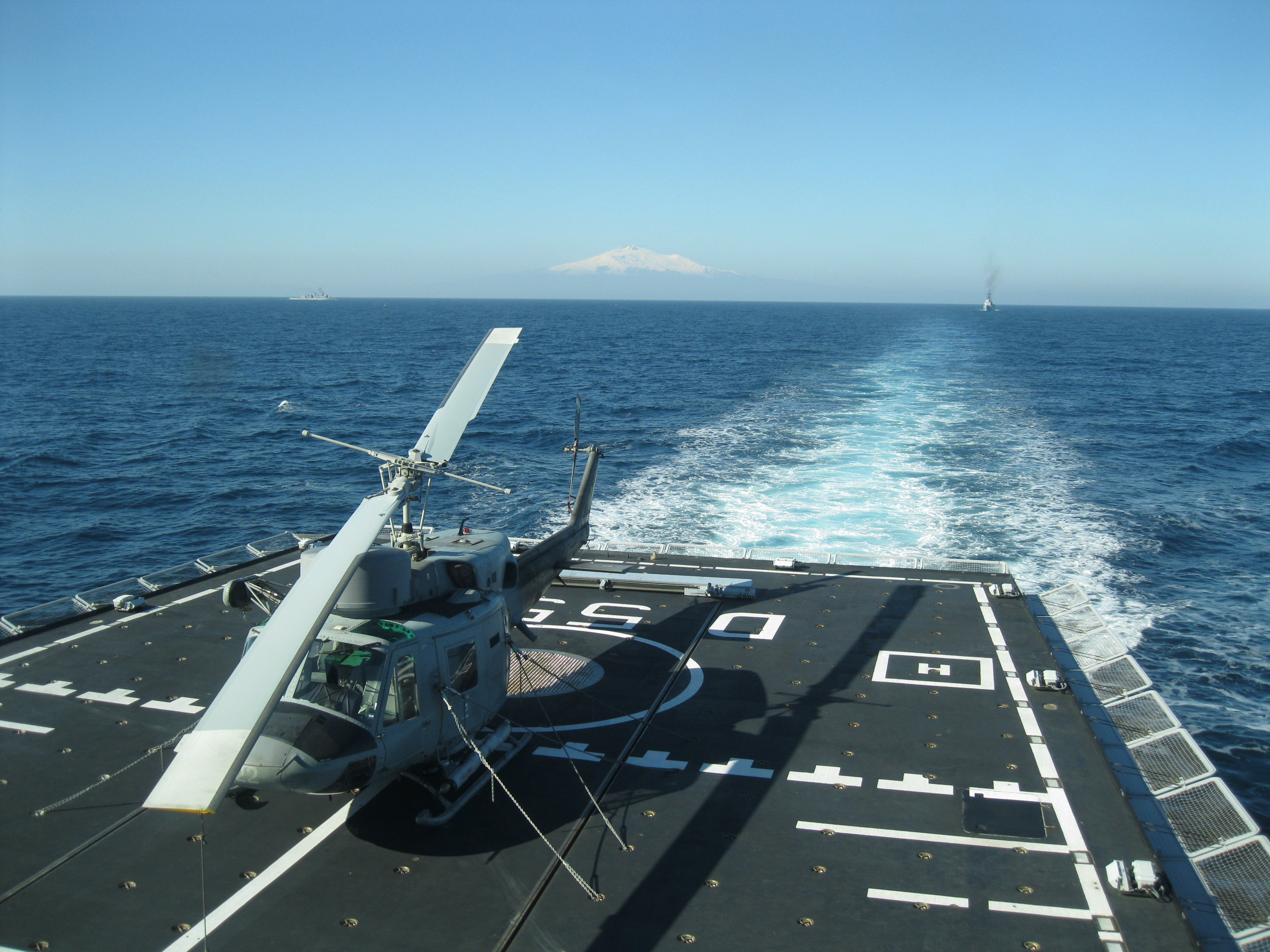
Un AB-212ASW del 5º Gruppo Elicotteri sul ponte di volo
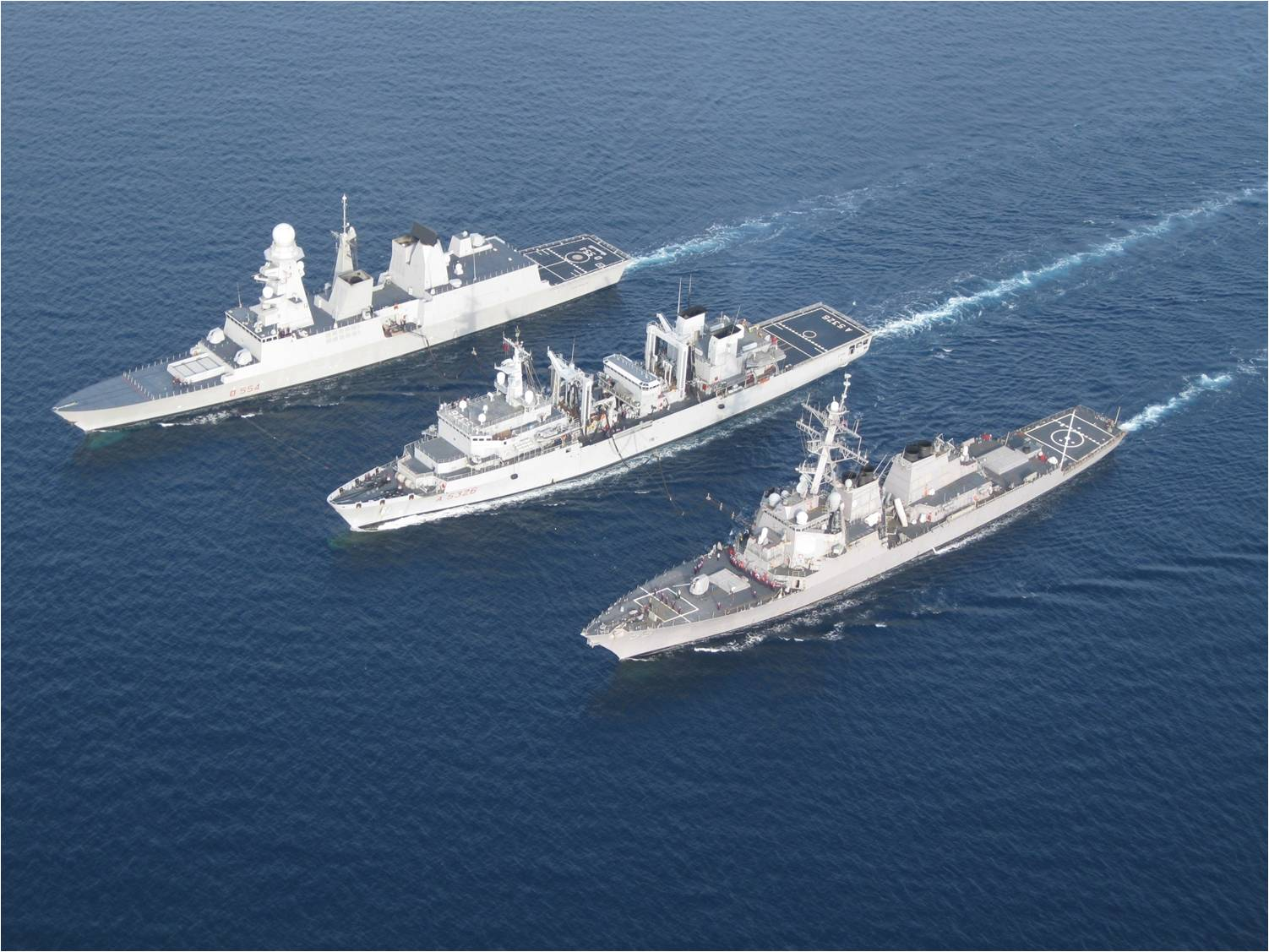
Rifornimento bilaterale con Nave Etna e USS Stout
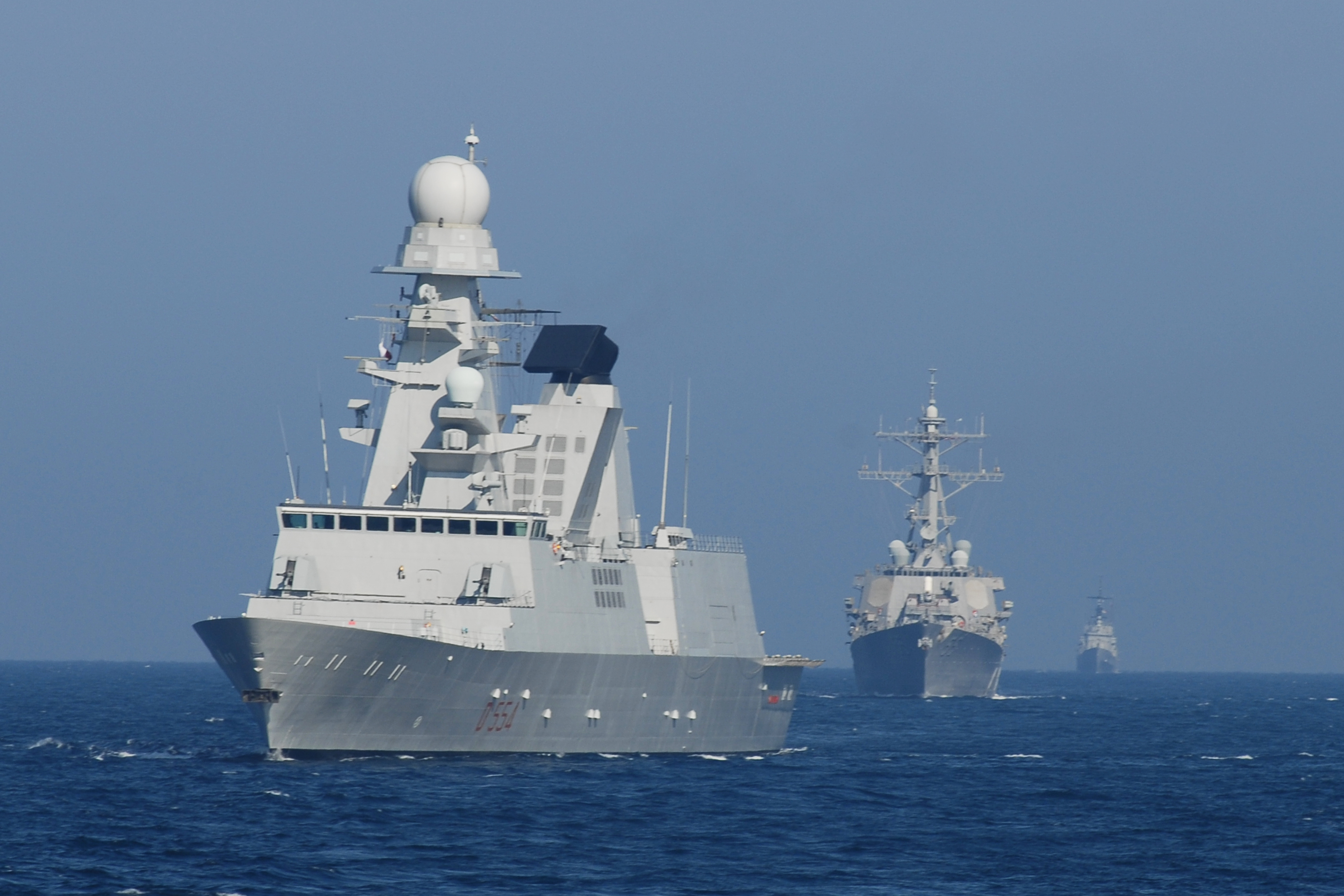
Durante l'esercitazione Proud Manta 2011
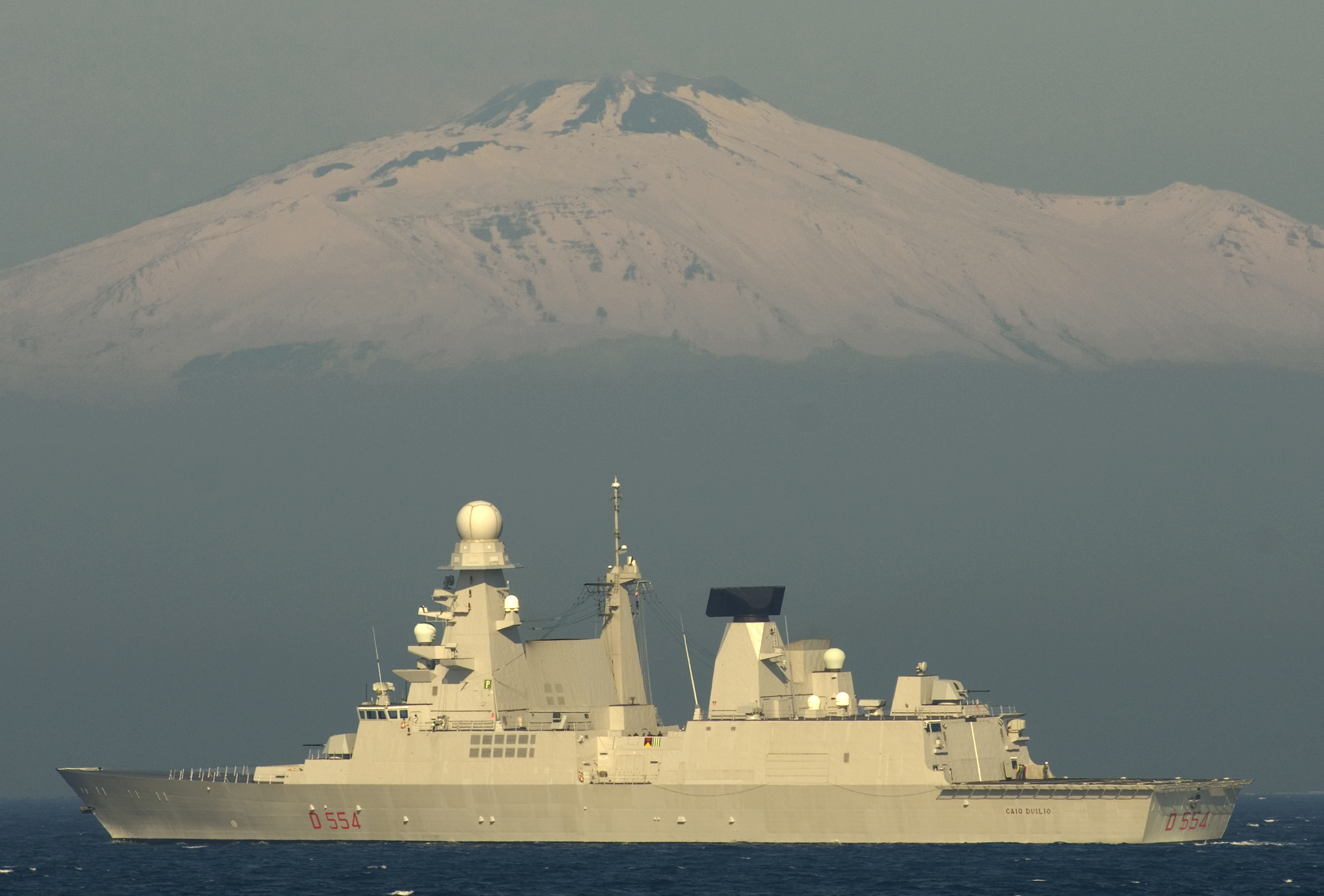
La nave sullo sfondo dell'Etna
Con l'USS Stout ripreso dalla prua della Etna
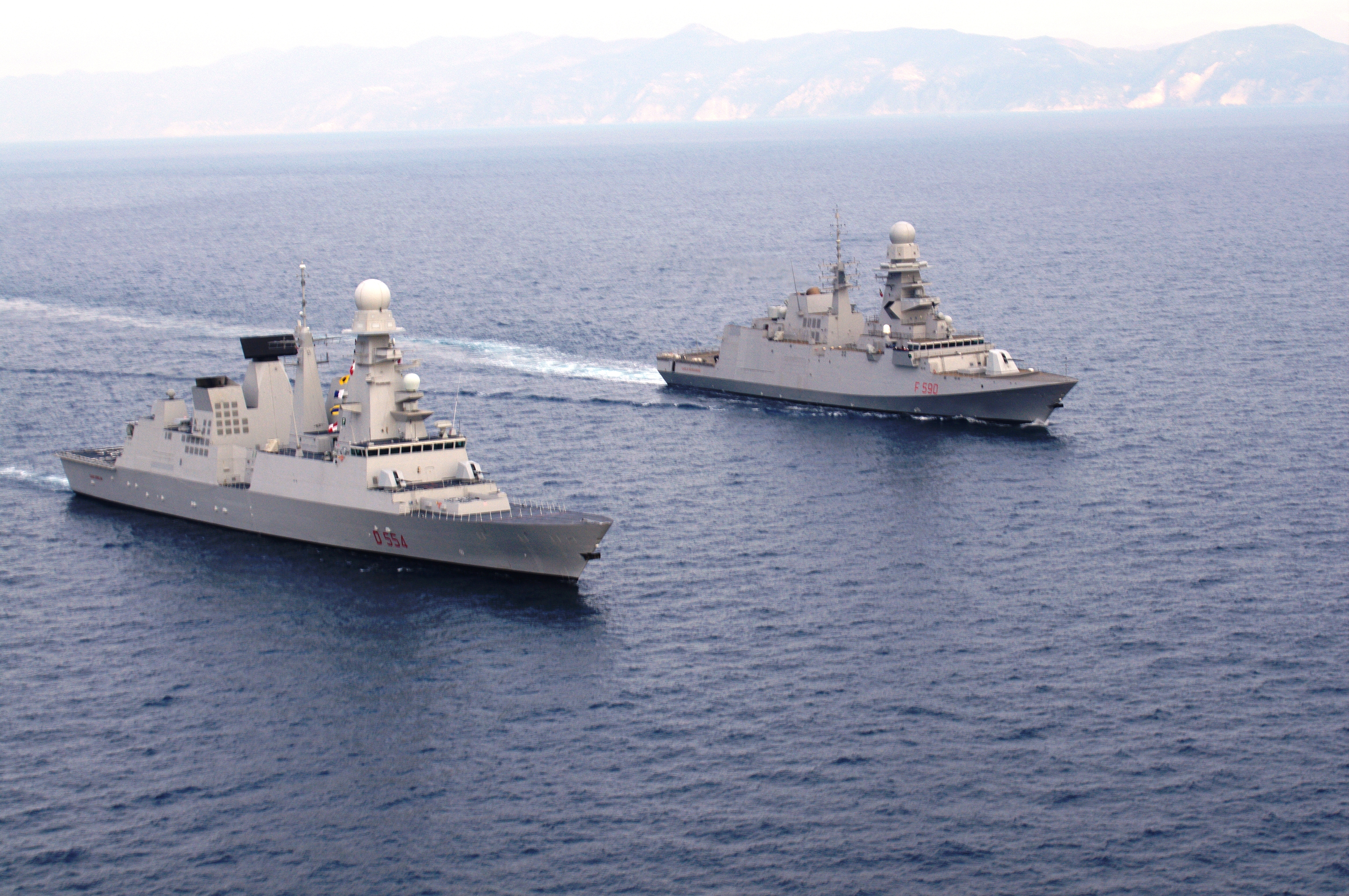
In navigazione con il Bergamini

### Video
- Marina Militare - La nave è un corpo umano. Viaggio a bordo del Duilio, su YouTube.